# Семежево
Се́межево (бел. Семежава) — агрогородок в Копыльском районе Минской области Беларуси. Административный центр Семежевского сельсовета. Население — 1038 человек (2019).

## География
Семежево находится в 22 км к юго-западу от районного центра, города Копыль. Через агрогородок протекает река Морочь, в которую на северной окраине впадает река Мажа. В Семежево начинается Семежевский канал, идущий параллельно Морочи в Краснослободское водохранилище. В километре к северу от агрогородка проходит дорога Р-43 на участке Синявка — Слуцк. Ближайшая железнодорожная станция находится в Тимковичах на линии Барановичи — Слуцк.

## Название
Собирая в 1949—1952 годах материал для кандидатской диссертации, белорусский лингвист Н. В. Бирилло зафиксировал в речи местных жителей две формы названия:
- Се́межаво (средний род существительного);
- Се́межаў (мужской род существительного).

Форма среднего рода Се́межава, принятая в литературном белорусском языке, в речи коренных жителей местечка и окрестных деревень не употреблялась, так как в местном диалекте, в отличие от литературного языка и некоторых других белорусских диалектов, в конечном открытом безударном слоге звук [о] сохраняется. Поэтому начальной формой названия среднего рода в местном наречии могла быть только форма Се́межаво. Эта фонетическая особенность, по наблюдениям Н. В. Бирилло, выделялась устойчивостью на фоне других диалектных черт, которые постепенно сглаживались под воздействием литературного языка.
В 2012 году формы Се́межаў и Се́межаво были зафиксированы в ходе опроса жителей агрогородка старшего поколения при сборе полевых материалов этнографической экспедицией Белорусского государственного университета. Однако в подавляющем большинстве случаев при расшифровке аудиозаписей разговоров с местными жителями использована литературная форма Се́межава, не смотря на задекларированное авторами стремление сохранить все особенности живой речи семежевцев.

## История
Впервые местечко Семежево упоминается в письменных источниках в 1582 году в акте о разделе Слуцкого княжества между братьями Юрием, Яном-Симеоном и Александром Олельковичами Слуцкими после смерти их отца, слуцкого князя Юрия Юрьевича Олельковича Слуцкого.
По состоянию на 1622 год здесь было 195 домов. Во времена Великой Северной войны (1700—1721) в апреле 1706 года местечко значительно пострадало. В 1720 году в Семежево построена деревянная Покровская церковь.
В результате второго раздела Речи Посполитой (1793) Семежево оказалось в составе Российской империи, в Слуцком уезде Минской губернии. В 1886 году здесь было 269 дворов, действовали две церкви, еврейский молитвенный дом, часовня, школа, 3 магазина. Местечко с соседними деревнями образовывало центр традиционного народного художественного ткачества. В 1908 году в Семежево работали портновский и кожевенный цеха. К 1914 году в местечке было 518 дворов.

### Советско-польская война

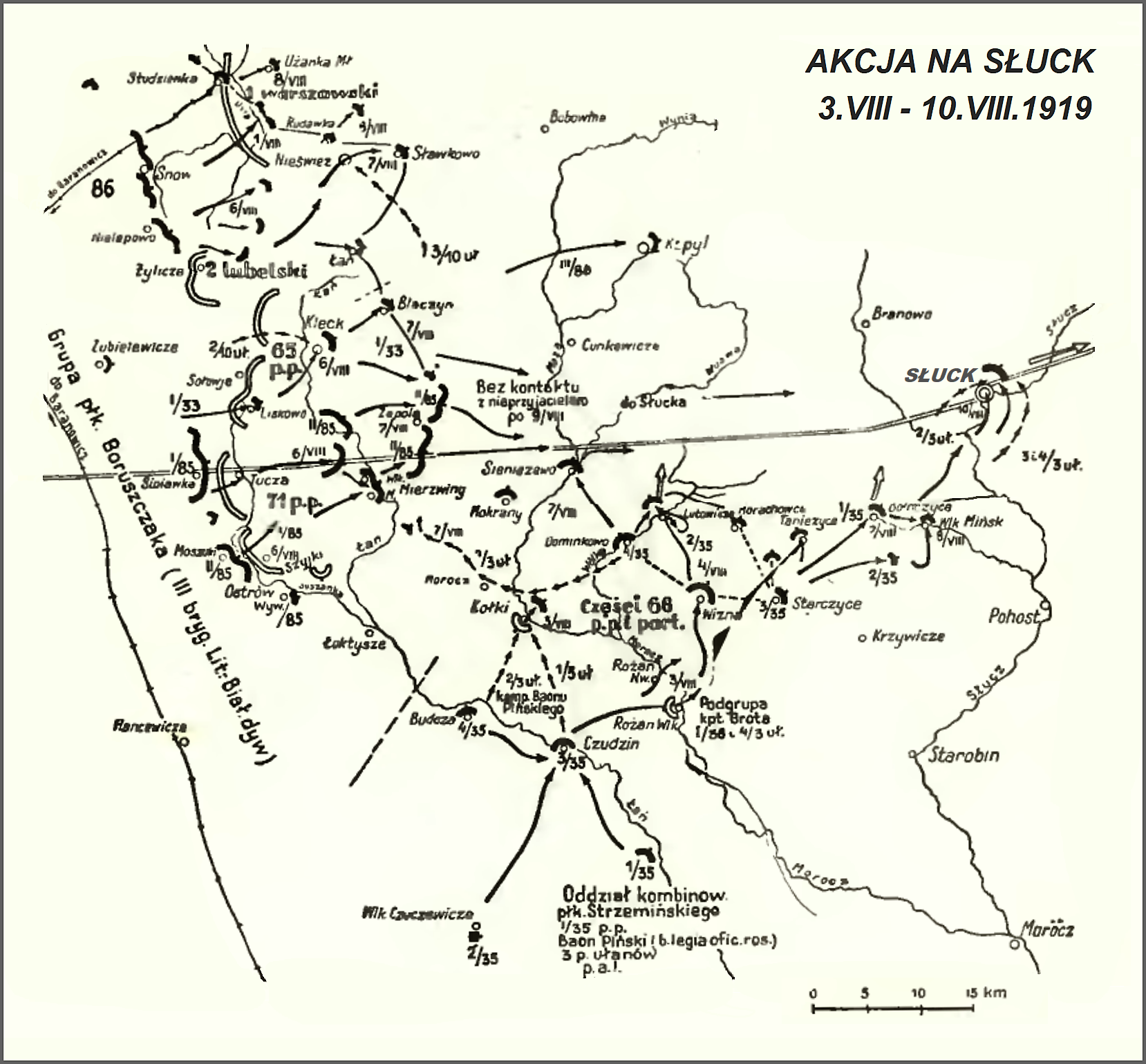
Действия польских войск в районе Семежева при наступлении на Слуцк 3—10 августа 1919 года

Подготавливая наступление польских войск на Минск, командующий Литовско-Белорусским фронтом генерал Станислав Шептицкий в конце июля 1919 года приказал генералу Антонию Листовскому выделить из состава 9-й дивизии пехоты смешанную группу под командованием полковника Стефана Стшеменьского.
Группа, используя выдвинутые позиции 1-го батальона 35-го пехотного полка на реке Лань, должна была ударить через реку Морочь у деревень Великий Рожан и Колки, тем самым атакуя с южного направления фланги и тылы частей 8-й стрелковой дивизии Красной Армии, с которой у местечка Синявка сражалась 3-я бригада 1-й литовско-белорусской дивизии Войска Польского под командованием полковника Александра Борущака. После прорыва обороны большевиков обе группы должны были ударить на Слуцк.
В состав группы входили:
- 3-й Силезский уланский полк[пол.] под командованием самого Стшеменьского[13];
- 1-й (Замойский) батальон 35-го пехотного полка[пол.] под командованием капитана Леона Грота[пол.][14][13];
- 1-й взвод 4-й батареи 7-го полка полевой артиллерии[пол.] под командованием подпоручика Вацлава Снеховского[пол.][15];
- Пинский батальон[16] — часть из бывших офицеров Русской императорской армии в составе Войска польского.

3 августа 1919 года 3-й Силезский уланский полк прибыл из Кожан-Городка по единственной дороге через болота в деревню Чудин, где было назначено место сбора группы. Разведка установила, что войска большевиков расположились вдоль реки Морочь. Внезапным ударом 1-го батальона 35-го пехотного полка при поддержке 4-го эскадрона 3-го Силезского уланского полка польским войскам удалось выбить части 66-го стрелкового полка Красной Армии из деревни Великий Рожан, форсировать реку Морочь через 1400-метровый мост у фольварка Серехов и 4 августа благодаря удачному манёвру 4-го эскадрона 3-го Силезского уланского полка занять местечко Вызна. На Колки должен был ударить 2-й эскадрон 3-го Силезского уланского полка, усиленный 1-й ротой Пинского батальона, однако эти части застряли в болотах. В результате Колками удалось овладеть 1-му эскадрону 3-го Силезского уланского полка. 4 августа основные силы группы переместились в Вызну, откуда высылались патрули и разъезды в сторону Слуцкого шоссе. Используя эффект неожиданности, Стшеменьский пробовал ударить на Слуцк кавалерией, оставив Пинский батальон на линии рек Лань и Морочь, а 1-й батальон 35-го пехотного полка в Вызне. 5 августа, связав силами 3-го эскадрона 3-го Силезского уланского полка у деревни Целевичи подошедший из Слуцка батальон противника, Стшеменьский отправляет на Слуцк дивизион под командованием ротмистра Мариана Слониньского. 6 августа выделенный для удара на город дивизион захватывает железнодорожную станцию, но, не смотря на этот временный успех, польские из Слуцка отступили. 7 августа часть сил действует по направлению Морочь, Узнога, Заостровечье, Селище, а другая — на Семежево. Все эти населённые пункты и Урведь были захвачены, установлена непосредственная связь с 1-й литовско-белорусской дивизией. 8 августа эскадроны 3-го Силезского уланского полка занимают деревни Киевичи, Мацкевичи, Марково, Лядно вдоль Слуцкого шоссе.

### Слуцкое восстание
В 1920 году Семежево стало одним из центров Слуцкого восстания.
12 октября 1920 года делегации РСФСР—УССР с одной стороны и Польской республики с другой стороны подписали в Риге прелиминарные условия мира. По тексту соглашения будущая восточная граница Польши должна была пройти с севера на юг несколькими километрами западнее Семежева, а именно от середины дороги Несвиж—Тимковичи до середины дороги Клецк—Тимковичи, пересечь Московско-Варшавское шоссе (нынешняя дорога Р-43) на запад от деревни Филиповичи и далее кратчайшим путём следовать в южном направлении к реке Лань у деревни Чудин. В тот же день был подписан договор о перемирии, согласно которому военные действия прекращались 18 октября 1920 года, а после ратификации договора воюющие стороны были обязаны отвести вооружённые силы на свою территорию и расположить их не ближе 15 км от установленной границы. Таким образом, предусматривалась тридцатикилометровая нейтральная зона, в которой воюющие стороны не могли иметь войска.
После захвата Слуцка польскими войсками в октябре 1920 года возобновляет свою работу Белорусский национальный комитет Случчины, начинается организация волостных и сельских комитетов. В начале ноября 1920 года в Слуцком уезде формируется белорусская милиция.
В Семежеве представители Белорусской военной комиссии (БВК) продолжили начатый ранее набор добровольцев для подготовки белорусских офицерских кадров в польских школах подхорунжих в Варшаве и Быдгоще. Объявления о наборе появились заранее, вербовкой занимался капитан Антон Борик. Запись проходила в доме семежевского учителя Иосифа Михайловича Лущицкого. Записался и его сын Михаил Иосифович Лущицкий. Спустя сутки всех принятых отправили в город Лодзь в распоряжение БВК.
По показаниям Владимира Прокулевича (1887—1938), данным 13—17 декабря 1930 года по делу «Союза освобождения Беларуси», Белорусская рада Случчины, находясь в Семежеве, посвятила 3—4 вечера выработке декларации Рады, за основу которой была взята Третья уставная грамота БНР. Текст декларации известен по черновику из записей Василия Русака, написанному в Семежеве 28—29 ноября 1920 года. Прокулевич сообщает, что эта декларация, а также несколько листовок, стих «Погоня» белорусского поэта Максима Богдановича, белорусская марсельеза(бел. Ад веку мы спалі) с нотами были размножена на гектографах. Планировалось устроить культурно-просветительский клуб и курсы белорусоведения.

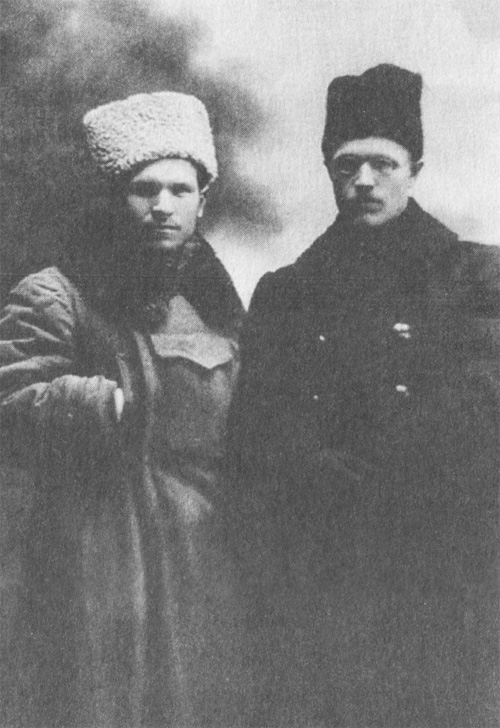
Андрей Якубецкий (слева) и Кузьма Терещенко (справа) в 1920 году

В конце ноября 1920 года в Семежево прибыл представитель Наивысшей рады БНР Кузьма Терещенко (1888—1922) и руководитель Белорусской военной комиссии Андрей Якубецкий (1892—1944) с группой офицеров БВК из Лодзи. Согласно показаниям Прокулевича, для прибывших в Семежеве был организован военный парад повстанческих частей. Подтвержадется эта информация и в письме от Василия Русака Константину Езовитову.
Согласно заметке участника тех событий Андрея Якубецкого, опубликованной в номере газеты «Белорусское слово» за 9 декабря 1920 года, первые погибшие в боях повстанцы были похоронены 29 ноября 1920 года в Семежеве. В 13 часов в семежевской церкви была отслужена панихида по погибшим солдатам белорусской бригады. Церковь была полна народу. Около гробов был выставлен почётный караул. Рядом с покойными разместили свежие ели, гробы были накрыты национальными флагами. После панихиды солдаты и офицеры подняли на руки и вынесли из церкви гробы с покойными. Похоронная процессия отправилась на кладбище. Впереди шёл духовой оркестр, игравший похоронный марш, следом — церковный хор, далее на плечах товарищей несли тела погибших, за ними шла строем пехота, кавалерия, гражданские. Над приготовленными могилами был установлен национальный флаг, присутствующие произносили речи, был пропет национальный гимн (бел. Мы выйдзем шчыльнымі радамі) и белорусская марсельеза(бел. Ад веку мы спалі). Тела погибших опустили в могилы под троекратный залп салюта.
Свидетельство Якубецкого по поводу места погребения не подтверждаются воспоминаниями других участников тех событий — Фёдора Данилюка (1877—1960) и Юрия Листопада (1897—1938).
Данилюк пишет, что погибших в бою у местечка Тимковичи повстанцев торжественно похоронили около семежевской церкви с правой стороны и добавляет, что после пения гимна надгробную речь произнёс Василий Русак. В Семежеве в то время было две церкви: приходская Покровская в центре местечка на площади Рынок (на месте этой церкви в 1955 году построена школа по ул. Дубровная 2) и приписная Георгиевская на семежевском кладбище (старое кладбище в районе ул. Полевой). Листопад в свою очередь сообщает не просто о захоронении около церкви, но и уточняет, что могила была устроена на одном уровне с могилами похороненных там духовных лиц. Имеются сведения, что священников в конце XIX века хоронили именно около приходской Покровской церкви.
Кроме того Листопад утверждает, что похоронен был только один повстанец — уроженец местечка Старобин Филипп Володько (бел. Піліп Валодзька), раненный в бою у Копыля и умерший через сутки. Датой похорон Листопад считал 30 ноября 1920 года. В остальном его рассказ похож на описание Якубецкого: в семежевской церкви была отслужена панихида, гроб с телом вынесли под звуки похоронного марша, перед опусканием покойника в могилу были произнесены четыре речи, после чего дали троекратный залп и насыпали курган. Отсутствует только эпизод с процессией на кладбище, так как по версии Листопада могила была приготовлена при церкви. Листопад также сообщает, что на могиле был установлен крест, к которому прикрепили три венка и флаг с надписью: «Ты умер, а память о тебе в сердцах белорусских жить будет веками — Первая Слуцкая бригада войск Белорусской Народной Республики» (бел. Ты памёр, а памяць аб табе ў сэрцах беларускіх
жыць будзе векі — Першая Слуцкая брыгада войск Беларускае Народнае Рэспублікі).
Согласно разведывательной сводке штаба 16 армии за 5 декабря 1920 года, части Красной Армии вступили в нейтральную зону и 4 декабря заняли Семежево, взяв в плен троих повстанцев.

#### Наступление на Семежево
По сведениям разведывательного отдела штаба 16-й армии, 17 декабря 1-й Слуцкий полк начал наступление вдоль Московско-Варшавского шоссе и к вечеру того же дня захватил Семежево. Газеты, со ссылкой на пресс-агентство «Ориент» (пол. Orient), писали о захвате белорусскими войсками деревень Филиповичи, Бучатино, Страхини и местечка Семежево в ночь с 17 на 18 декабря. Такая же информация содержится в официальных сообщениях штаба Слуцкой бригады (опубликаваны намного позже — в 1937 году). Семежевский местревком, в свою очередь, доносил Слуцкому уездревкому, что повстанцы ворвались в Семежево 18 декабря.
Из следственных показаний Иосифа Каэтановича Логиновича следует, что в наступлении на Семежево участвовала 2-я рота 1-го батальона 1-го Слуцкого полка, в которой он служил (командир роты — поручик Адам Курилович).
Впоследствии командир 1-го батальона 1-го Слуцкого полка поручик Иван (Янка) Залесский за взятие Семежева, а командир 2-й роты этого батальона Адам Курилович за отличия при наступлении на Семежево были повышены в звании до капитана.
Согласно сводке оперативного управления штаба 16-й армии, утром 19 декабря, около 7 часов, отряд повстанцев численностью до 100 человек атаковал местечко Вызна и временно овладел им. После нескольких часов боёв с переменных успехом, при поддержке резервов 69-го стрелкового полка, к полудню большевикам удалось выбить повстанцев из местечка и взять 12 пленных, а основные силы белорусов отступили в Семежево. По официальным сообщениям штаба Слуцкой бригады, после поражения у Вызны повстанцы отошли на линию Колки—Морочь—Узнога, а 20 декабря после эвакуации из Семежева началось отступление на линию Лубенец—Урведь.

#### Сражение за Семежево
Хотя в официальных сообщениях штаба Слуцкой бригады не упоминается бой с частями Красной Армии за Семежево, однако участники тех событий оставили воспоминания об этом сражении.
Логинович утверждал, что повстанцы перешли демаркационную линию и были интернированы поляками после поражению у Семежево.
Анонимный повстанец, описывавший ход событий через год после подавления восстания, указывал, что спустя три дня после захвата местечка, на рассвете 21 декабря большевики сосредоточили крупные силы около Семежево, окружили его и начали пулемётный обстрел противостоявшего им 1-го Слуцкого полка. По воспоминаниям автора, завязался ожесточённый уличный бой прямо между изб и сараев в Новом Семежеве — неофициальное название той части местечка, которая расположена на левом, восточном берегу реки Морочь. Оказавшись охваченными с трёх сторон, повстанцы начали отступать под непрекращающимся огнём противника.
Другое мнение по поводу этого сражения имел активный участник восстания Сергей Никифорович Бусел:

В Семежеве поручик Курилович с батальоном был окружён незначительной частью большевиков и Семежево было позорно оставлено повстанцами.Оригинальный текст (бел.)У Семежава пар. Курыловіч з батальёнам нязначнай часткі бальшавікоў быў акружан, і Семежава было пастыдна пакінута паўстанцамі.

### Межвоенный период
По Рижскому мирному договору 1921 года Семежево попало в состав БССР, хотя граница с Польшей проходила поблизости.
С 1924 года — центр сельсовета. В конце 1930-х годов разобрана Покровская церковь.
По состоянию на 1934 год в Семежеве была средняя школа с десятилетним сроком обучения (директор — Хролович), национальная еврейская школа, больница (доктор — Жарский), аптека и амбулатория. 
Согласно постановлению СНК БССР от 9 августа 1938 года «Об усилении охраны границы и политико-экономическом укреплении приграничных районов БССР» предусматривалось строительство в Семежеве небольшой электростанции в 1939 году. Проект не был реализован.
Во время Великой Отечественной войны с июня 1941 по июль 1944 года деревня находилась под немецкой оккупацией. Освобождена в ходе ожесточённых боев.

### Новейшее время
В 2008 году деревня Семежево преобразована в агрогородок.

## Демография
В инвентаре 1834 года в Семежеве отмечен 291 двор при населении 1271 человек (602 мужчины и 669 женщин).
Согласно инвентарю 1846 года в местечке было 279 дворов с населением 1374 человека. При составлении инвентаря учтено не всё население, а только крепостные крестьяне. Количество людей в 9 еврейских дворах и 10 свободных дворах (однодворцы, духовенство, отставные солдаты) не указано.
Согласно статистическим данным 1879 года в местечке проживал 1471 человек, из которых крестьян христианского вероисповедания — 1339 (91 %), купцов и мещан евреев — 121 (8,2 %), дворян и лиц духовного звания — 11 (0,8 %). Всего Слуцком уезде на тот момент было 14 местечек, среди которых Семежево занимало четвёртое место по количеству населения после Копыля (2783 человека), Клецка (1944 человека) и Тимкович (1666 человек).
По материалам Первой всеобщей переписи населения Российской империи 1897 года в Семежево проживало 2538 человек — 1208 мужчин и 1330 женщин. Православные — 2250 человек (88,65 %). Иудеи — 288 человек (11,35 %)
По статистическим данным на 1909 года в местечке отмечено 458 дворов и 2513 жителей.
Согласно результатам Всероссийской сельскохозяйственной переписи 1917 года количество дворов уменьшилось до 407, а количество жителей до 2245—1130 мужчин и 1115 женщин, среди которых белорусы составляли 2079 человек (92,6 %), евреи — 166 человек (7,4 %).
Согласно изданным в 1920 году материалам переписи населения, проведённой в январе 1919 года на территории подконтрольной польской Гражданской администрации Восточных земель, в Семежеве насчитывалось 2439 жителей, из которых 92,7 % — православные, 7,2 % — иудеи, 2,1 % — католики. Также отмечено, что 2,1 % населения — поляки. Однако Семежево было занято польскими войсками только 7 августа 1919 года, то есть перепись в Слуцком уезде никак не могла быть проведена в январе 1919 года. Кроме того в данных переписи обнаруживаются ошибки. При сложении всех приведённых в статистических таблицах процентов населения по религиозным группам оказывается, что их сумма на 2 % превышает 100 %. Если процентные соотношения православных и иудеев ко всему населению сопоставимы с данными 1917 года по белорусам и евреям (92,6 % белорусов и 92,7 % православных, 7,4 % евреев и 7,2 % иудеев), то ни католическое, ни польское население в Семежеве прежде не было зафиксировано, а его количество практически совпадает с величиной ошибки (2,1 % и 2 %). В то же время в опубликованных Институтом Юзефа Пилсудского в Америке копиях итоговых таблиц переписи, подписанных начальником Центрально бюро переписи населения в Вильно, указано, что в Семежеве проживало 2439 человек, из которых 2259 православных (столько же белорусов) — 92,62 %, 175 иудеев (столько же евреев) — 7,18 % и всего 5 католиков (столько же поляков) — 0,02 %.
В 2000 году в Семежево насчитывалось 655 дворов и 1367 жителей.
Согласно переписи 2009 года население агрогородка составляло 1142 человека.
По состоянию на 1 января 2018 года в агрогородке Семежево насчитывалось 465 личных хозяйств и 1096 жителей, из которых моложе трудоспособного возраста — 201 человек, трудоспособного возраста — 585 человек, старше трудоспособного возраста — 310 человек.
По результатам переписи населения Республики Беларусь 2019 года в агрогородке проживало 1038 человек.
Данные о динамике численности населения Семежева представлены в таблице:
| 1879 | 1897   | 1909   | 1917   | 1919   | 1924   | 1960   | 1997   | 2000   | 2007   | 2009   | 2018   | 2019   |
| ---- | ------ | ------ | ------ | ------ | ------ | ------ | ------ | ------ | ------ | ------ | ------ | ------ |
| 1471 | ▲ 2538 | ▼ 2513 | ▼ 2245 | ▲ 2439 | ▲ 2614 | ▼ 2139 | ▼ 1433 | ▼ 1367 | ▼ 1204 | ▼ 1142 | ▼ 1096 | ▼ 1038 |

## Застройка

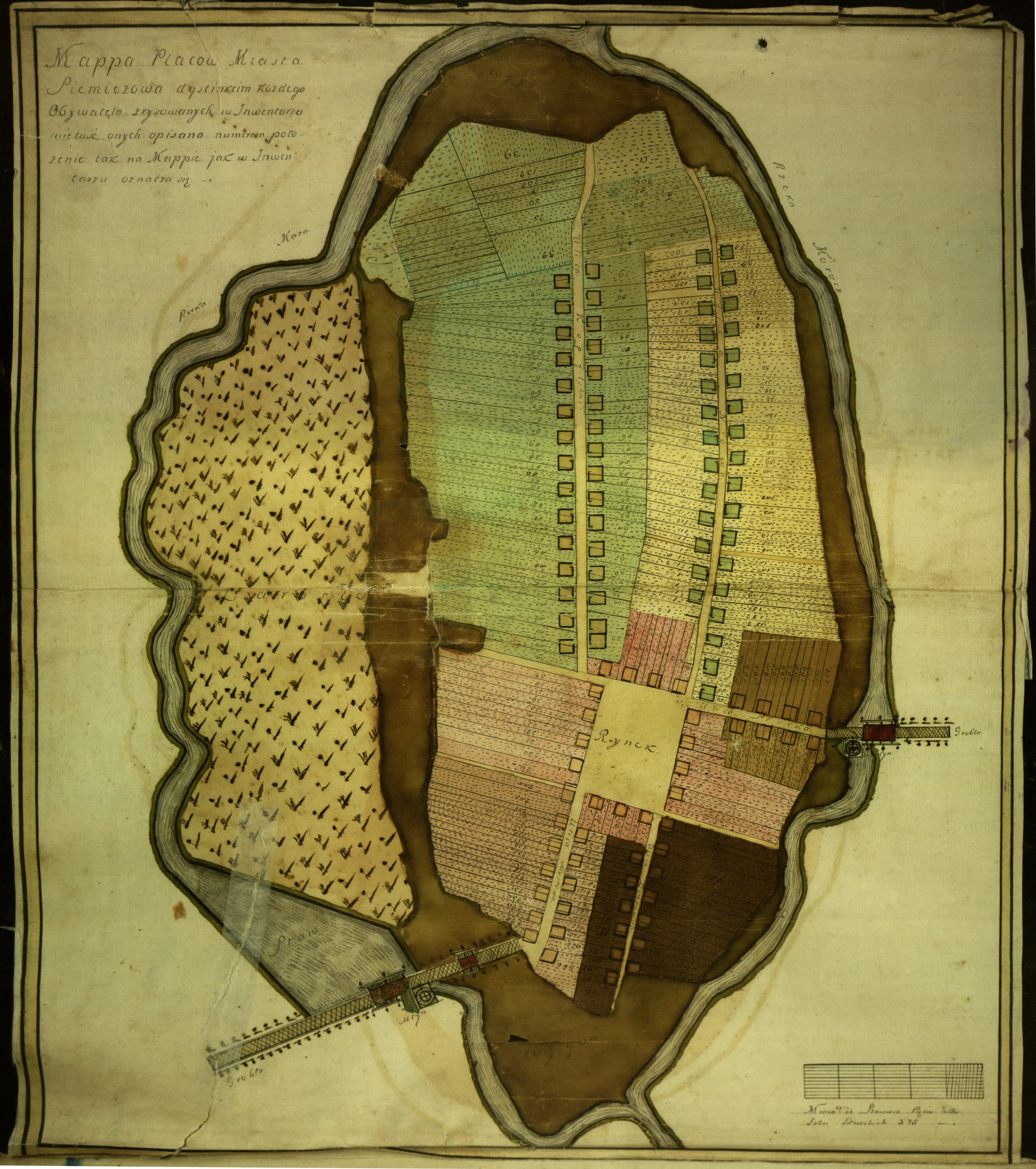
План местечка Семежево (1777—1779)

На плане местечка, составленном в 1777—1779 годах, хорошо видно, что Семежево располагалось на острове, образованном реками Мажа и Морочь. В центре находилась прямоугольная площадь Рынок, от которой расходились 5 улиц: Копыльская, Новая, Слуцкая, Дубровная и Мостовая. Улица Слуцкая вела к мосту через Морочь, а Мостовая — к двум мостам через Мажу в направлении деревни Подмажье.
В инвентаре 1846 года, кроме уже известных из более ранних источников улиц, указаны две новые улицы: Валентиновская и Леоновская.
Феликс Сцепура описывал планировку Семежева в 1865—1875 годах следующим образом:
Самое местечко, расположенное в восемь улиц, имеет по плану вид овала. В центре находится довольно обширная площадь, называемая рынком, среди которой расположена довольно благовидной архитектуры приходская трехглавая церковь
В настоящее время в Семежеве по прежнему преобладает усадебная застройка. Площадь Рынок не имеет официального названия, ограничивается с трёх сторон улицами Мостовой, Слуцкой, Дубровной, а с четвёртой — безымянным проулком, идущим вдоль старого здания школы от улицы Дубровной в сторону Мостовой.
Исторические улицы:
- Слуцкая
- Дубровная
- Мостовая
- Копыльская
- Новая
- Подмажье — отдельная деревня, включённая в состав Семежева во второй половине XX века.

Улицы, возникшие в XX веке:
- Заречная — неофициальное название Полонки
- Тимковичская
- Загуменная
- Гостинец
- Рабочая
- Полевая
- Шпиталь
- Выган — самая отдаленная от центра поселения часть этой улицы имеет неофициальное название Терехово (рядом находится озеро Терехово)
- Загальская — неофициальное название Загальский посёлок или Миськов посёлок

Улицы, возникшие в начале XXI века:
- Набережная
- Луговая
- Садовая
- Молодёжная

## Этнография
Первые известные наблюдения о быте, нравах и обычаях жителей Семежева записал сельский священник Феликс Сцепура, который был настоятелем семежевской православной церкви с 1865 по 18 июня (30 июня) 1875. Написанный Сцепурой «Этнографический очерк местечка Семежева» опубликован в 1880 году в «Минских епархиальных ведомостях». Автор отмечает редкую чистоту и опрятность в избах семежевцев, которая достигалась благодаря усердному мытью стен дома несколько раз в год перед религиозными праздниками (Пасха, Рождество, Покров, родительские субботы), а также перед засеванием полей и началом жатвы. Уборка перед свадьбой была особенно усердной. В доме невесты собирались ровесницы и под пение предназначенных на этот случай песен вместе с ней приводили дом в порядок. Уборка бывала настолько тщательной, что не только вся домашняя утварь и пол, но и стены внутри и снаружи избы, а также потолок скоблились ножами и вымывались дочиста.
Обращаясь к свадебным обычаям, Сцепура пишет, что празднование проходит весело и продолжительно и приводит по этому поводу семежевскую пословицу в переводе на русский язык:

От недели до недели, чтоб нас люди поглядели;
От субботы до субботы не будет у нас работы.

Смысл пословицы несколько искажается в связи с переводом бел. нядзеля как «неделя», хотя это слово означает день недели — воскресенье. Подразумевается, что празднование свадьбы будет продолжаться целую неделю, от субботы до субботы или от воскресенья до воскресенья. Продолжительность объясняется тем, что после угощения в доме жениха и невесты, гости приглашались ещё в дом к каждому из родных, а также к крёстным отцу и матери. Гости приносили на свадьбу зерновой хлеб, за счёт продажи которого покрывались расходы на организацию праздника.
Свадебный наряд невестны состоял из следующих вещей:
- Жупан — одежда из тонкого тёмно-синего сукна наподобие женского летнего пальто, без пуговиц, с обшлагами и отворотами на груди по большей части из красного кумача.
- Саян — юбка из такого же как жупан сукна, подол которой обшивался широкой полосой (до 13 см) из красного кумача.
- Шнуровка — корсет из красного атласа или шерстяной ткани с обшивками из мишурного газа.
- Рубаха из тонкого тканого холста, рукава которой украшены кружевами из белых и красных ниток.
- Передник из красного или другого цвета кумача.
- Кокошник из малинового атласа.

Кружева, вся вышивка на свадебных нарядках и холст для рубахи были собственного домашнего производства.
По поводу поминальной обрядности Сцепура сообщает, что в окрестных деревнях семежевского прихода крестьяне поминают усопшего на третий и девятый день после смерти. В эти дни устраивают вечери, где много едят и пьют. В самом Семежеве покойного поминали в три недели, шесть недель, в полгода и в год после смерти. В эти дни заказывались заупокойные литургии, а в полугодовое и годовое поминовение в дом приглашался священник поднять заздоровный хлеб, после чего собравшимся в доме предлагался обед, который заканчивался пением присутствующими «Со святыми упокой». Из контекста повествования остаётся неясно, совершались ли в Семежеве поминки на третий и девятый день после смерти. Сцепура сообщает, что на поминки в три и шесть недель собирались только родственники, поэтому они не бывали многолюдны, а в полгода и особенно в год приглашались ещё и все соседи. В этом случае каждый хозяин приносил с собой полосьмины (около 32.8 литра) ячменя и печёный хлеб, чтобы за счёт продажи принесённого ячменя организаторы поминок могли покрыть расходы на поминальный стол.
В конце XIX века в поисках работы в Семежево прибыл будущий этнограф Чеслав Петкевич (пол. Czesław Pietkiewicz, 1856—1936). Хотя впоследствии он написал обширные труды по этнографии, но касались они преимущественно территории Восточного Полесья («Речицкого Полесья» в терминологии автора), а Семежево упоминается лишь единожды.
Петкевич сообщает как крестьянки использовали в домашнем хозяйстве хвощ зимующий (лат. Equisétum hyemále). Стебли этого растения сплетали между собой, после чего складывали вчетверо или впятеро и крепко связывали лыком по середине. Полученная таким образом мочалка имела размеры приблизительно 10х5 см и называлась хвощанка (бел. хвашчанка). Мыли ею столы, лавки, строганные стены в избе, деревянную посуду и ложки. В сноске этнограф отмечает, как наблюдал в Семежеве мытьё домов снаружи с помощью хвощанок:

В Семежеве (Слуцкий уезд) я видел в 1896 году, как хозяйки домиков перед каждым большим праздником чистили наружные стены из строганных брёвен «хвощанками». В результате чего избы выглядят так, как будто все они были одновременно недавно построены.
Оригинальный текст (пол.)W Siemierzowie (Słuck.) widziałem w r. 1896 jak właścicielki domków frontowe ściany z bierwion heblowanych szorowały "chwoszczankami" przed każdem większem świętem. Wskutek tego chaty wyglądają tak, jak gdyby wszystkie były jednocześnie niedawno wybudowane.

Историк А. И. Тяпкова в своём исследовании по истории белорусских местечек утверждает, что в начале XX века Семежево посещал этнограф Исаак Абрамович Сербов (1871—1943) во время своих поездок по Полесью. Однако отчёты о поездках Сербова в 1911 и 1912 годах, на которые ссылается Тяпкова, этого не подтверждают. Отчёт за 1911 год вовсе не содержит информации о посещённых местностях, а в отчёте за 1912 год Сербов хотя и сообщает, что его маршрут из Минска в сторону Полесья должен был приблизительно пройти через Узду, Греск, Слуцк, Семежево и Ляховичи, но из Слуцка этнограф отправился по Слуцкому шоссе на автобусе, ежедневно курсировавшем между железнодорожными станциями Старые Дороги и Ляховичи, и остановился в деревне Филиповичи (ныне Семежевского сельсовета), а на следующий день переехал ещё дальше на запад, в деревню Грицевичи. Информации о посещении Семежева нет. В то же время, описывая особенности говора населения в окрестностях Копыля (приставной звук г- в начале слов, возвратная частица -са вместо -ся), Сербов проводит границу этих особенностей с северо-востока на юго-запад по линии Греск — Грозово — Копыль — Семежево. В конце заметки о жителях выбранецких деревень около Слуцка (Лучники, Брановичи, Серяги, Варковичи, Огородники, Падерь) появляется несоответствующее контексту повествования упоминание об одежде семежевских медведчиков:

Семежовские медвежатники тоже сохранили ещё свою цеховую серую куртку без всяких сборок на пояснице

Согласно свидетельству Феликса Сцепуры уже в 1865—1875 годах — задолго до экспедиции Сербова — дрессировкой медведей в Семежеве не занимались.
В 1920 году по поручению этнографического отдела Русского музея экспедицию на юге Беларуси (Слуцкий, Речицкий, Пинский уезды) провёл Александр Казимирович Сержпутовский (1864—1940). Отчёт из этой экспедиции не сохранился, но в архиве Российского этнографического музея имеются богатые записи Сержпутовского, сделанные во время поездки. В одной из записных книжек есть заметки об одежде жителей местечек Семежево и Вызна. Материалы экспедиции не опубликованы.
Между 24 и 31 мая 1929 года в Семежево направилась научная экспедиция Белорусской академии наук в составе её непременного секретаря, академика Вацлава Устиновича Ластовского (1883—1938), вице-президента, академика Степана Михайловича Некрашевича (1883—1937) и фотографа-художника Теодора Романовича Гальмажеана-Гальмади (1883—1941). Целью экспедиции было изучение языковых и этнографических особенностей в районе Семежева. Согласно последующим публикациям в прессе, интерес учёных вызывала информация о семежевских скоморохах, а также цехах профессиональных нищих и портных, когда-то существовавщих в местечке. Экспедиция пробыла в Семежеве два дня, после чего направилась по маршруту в Копыль, Велешино, Песочное, Койданово и 31 мая 1929 года возвратилась в Минск. Белорусский литературовед и писатель И. И. Янушкевич ошибочно датировал экспедицию периодом между 18 и 26 сентября 1929 года.

О результатах работы экспедиции известно из публикаций в газетах «Советская Беларусь» и «Звязда» от 2 июня 1929 года. По содержанию заметки почти не отличаются, присутствуют незначительные лексические различия (например, цех старцев в «Звязде» называется цехом нищих). В «Советской Беларуси» есть короткое описание одежды семежевцев, которого нет «Звязде». Экспедиции не удалось записать текстов пьес скоморохов, только сфотографировать, некторые их пережитки, по мнению учёных, в виде колядных игр, одна из которых без подробностей названа «действие с конём». Про цех портных получилось собрать незначительные исторические данные, из которых следовало, что цех существовал ещё в 1870-х годах (другой информации не приводится). Исследователи отмечали, что память о нищенском цехе в Семежеве сохранилась, несколько жителей владели условным языком нищих. Среди бытовых особенностей Семежева и окрестных деревень (Подмажье, Лешня и др.) отмечен обычай мыть щёлоком и тереть песком два раза в год стены деревенских изб снаружи, благодаря чему старые дома выглядели светло-жёлтыми, как будто вылитыми из воска. Внутри избы стены, пол и потолок (обычно гладкий, подбитый досками) перед каждым праздником мыли таким же способом. Почти в каждом дворе имелись деревянные тротуары, ведущие от избы к сараям. Мужчины одевались в современную одежду городского покроя, только рубашки имели с отложными воротниками. Замужние женщины ходили в красивых чепчиках, украшенных лентами. В Семежеве изготавливали много хорошего домашнего полотна. Участники экспедиции наблюдали процесс беления полотна на берегу реки, вдоль которой работало до трёхсот женщин. За время экспедиции было сфотографировано 78 объектов народного искусства, быта и материальной культуры, приобретено несколько десятков предметов (прошвы, женский жупан старинного кроя, пояса, старопечатные книги, бронзовая печать).

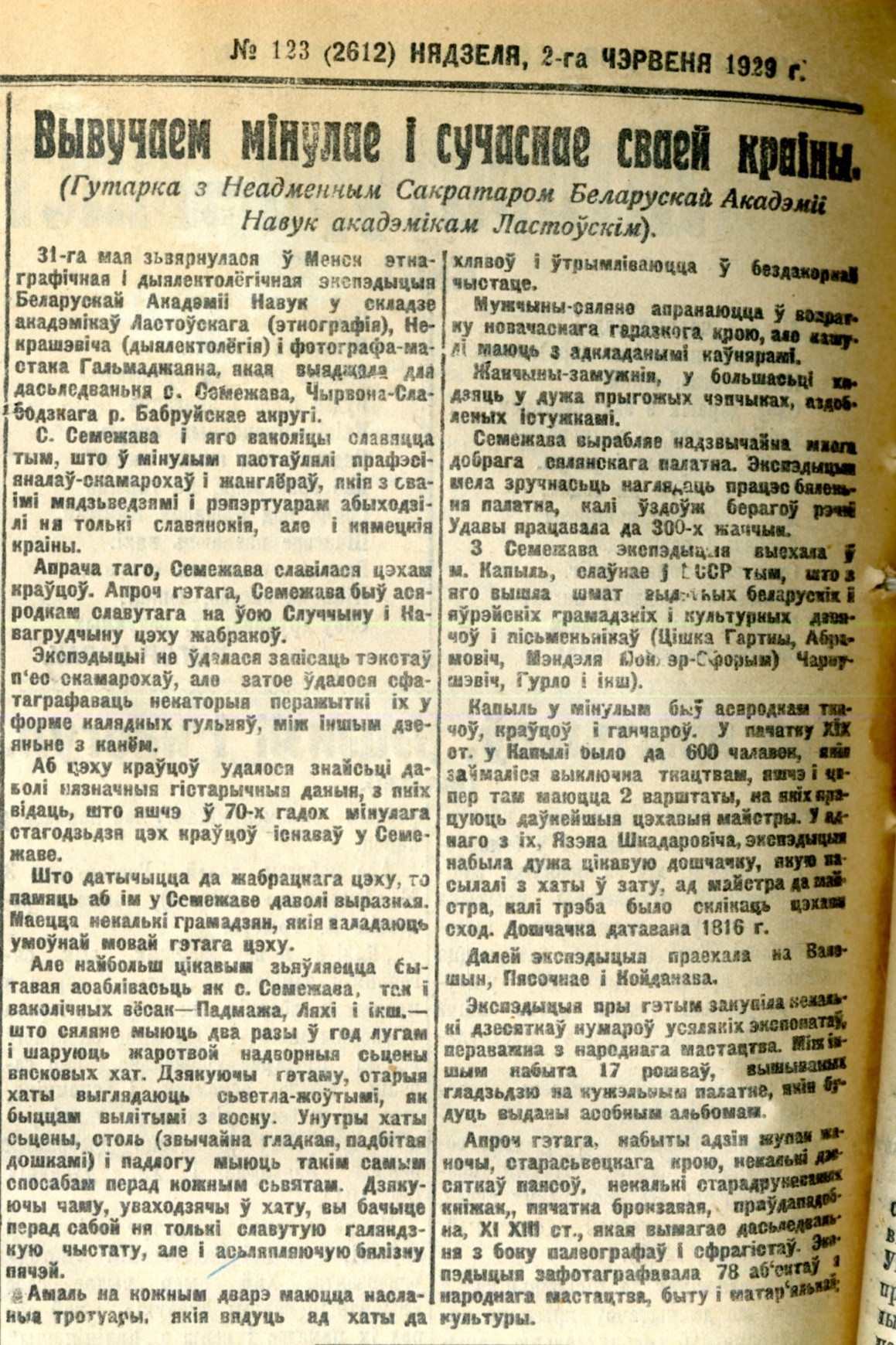
Заметка об экспедиции 1929 года в газете «Советская Беларусь[бел.]*»
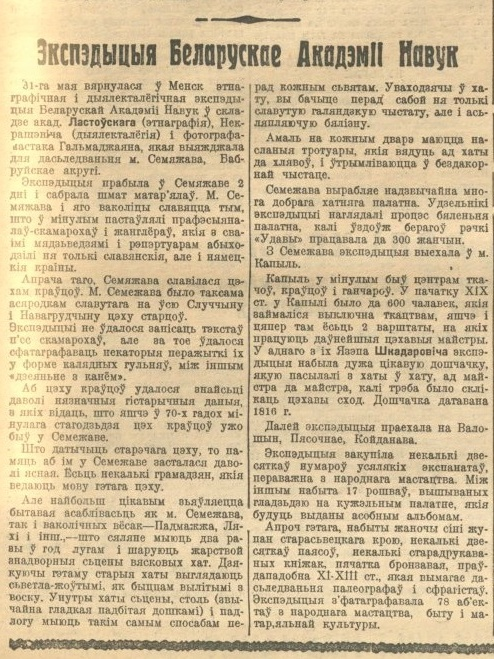
Заметка об экспедиции 1929 года в газете «Звязда»
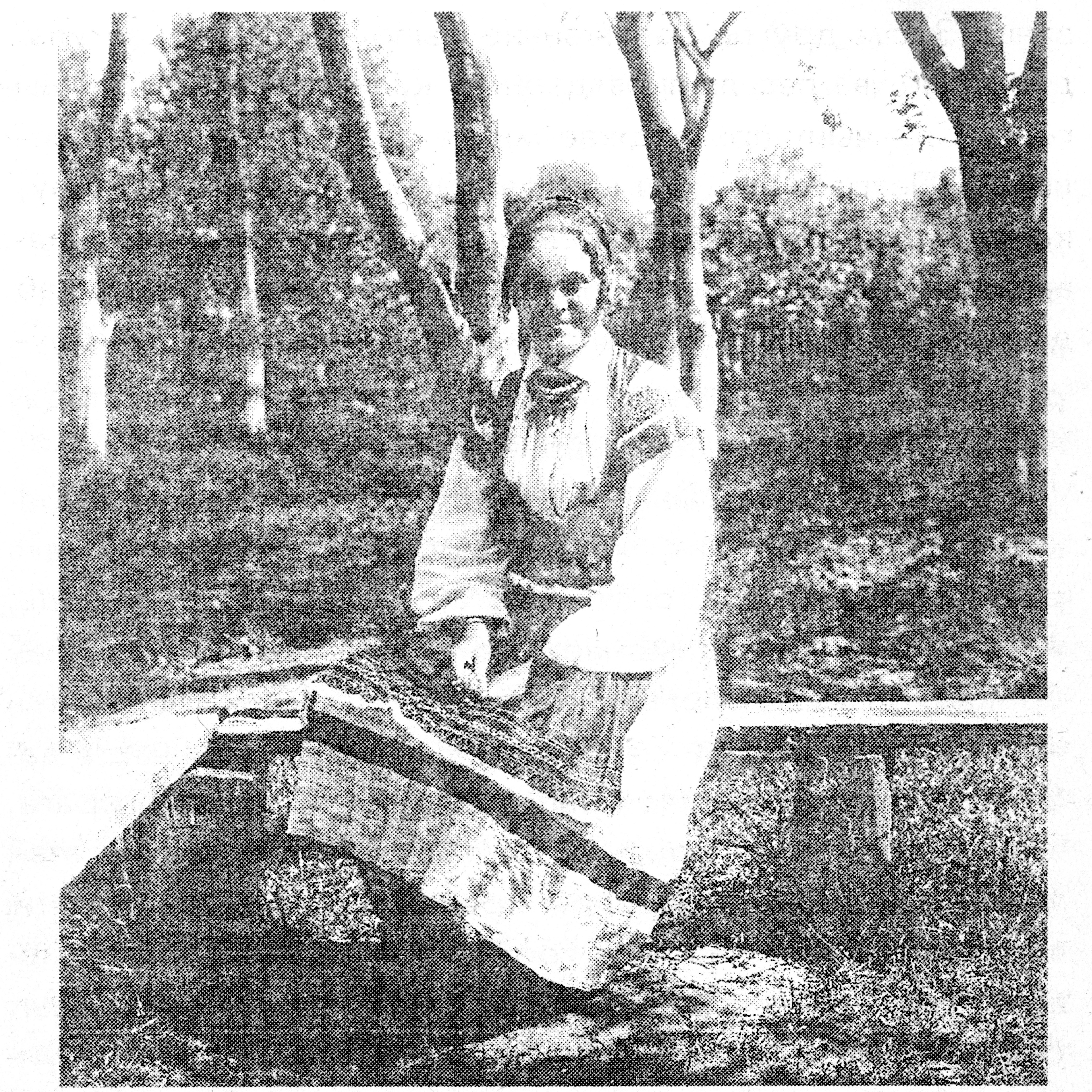
Женщина из Семежева в традиционном наряде (1929), опубликовано Н. И. Савченко
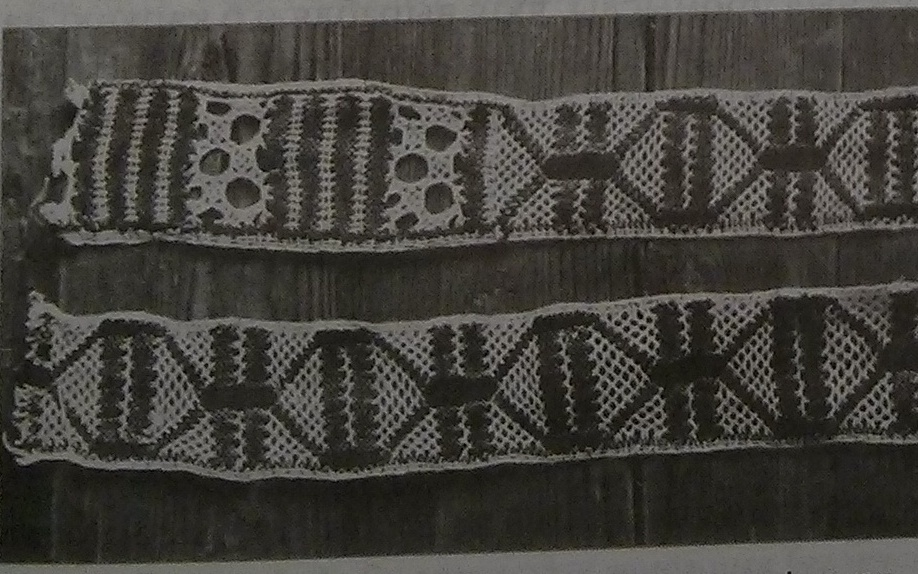
Кружевные прошвы из Семежева (1929), опубликовано О. А. Лобачевской

Судьба собранных экспонатов неизвестна, в то время как некоторые фотографии в настоящее время хранятся в Национальном историческом музее Республики Беларусь. Снимок 1929 года из фондов этого музея, изображающий женщину из Семежева в народном костюме, был опубликован в 1998 году Надеждой Ивановной Савченко как иллюстрация к статье С. Кандыбовича о Случчине. Кандидат искусствоведения О. А. Лобачевская в 2014 году опубликовала фото кружевной прошвы из Семежева, сделанное этнографической экспедицией.
В 2024 году вышло отдельное исследование доктора искусствоведения О. А. Лобачевской об этой научной экспедиции в Семежево. Основой для статьи послужили уже известные публикации в газетах «Советская Беларусь» и «Звязда» от 2 июня 1929 года, авторство которых Лобачевская приписывает В. У. Ластовскому, приводя как доказательство обилие подробностей о собранных материалах в тексте заметок. Критическому анализу и проверке информацию из газетных публикаций автор не подвергает. Лобачевской совместно с заведующей отделом письменных и изобразительных источников Национального исторического музея Беларуси Н. И. Савченко удалось выявить и атрибутировать 35 фотографий, сделанных во время экспедиции, 26 из которых касаются непосредственно Семежева. На семнадцати снимках изображены прошвы — вышитые полоски ткани, которые вшивались для украшения в торцы наволочек на подушки. Лобачевская обращает внимание, что именно 17 прошв, согласно газетным заметкам, экспедиция приобрела в Семежеве, а их фотографии планировалось издать отдельным альбомом. Узоры на прошвах выполнены в традиционной для Семежева технике вышивки настилом и демонстрируют характерные местные орнаменты, повторяющие узоры семежевских вытканных в технике закладного ткачества рушников. Ещё на одной фотографии показана кружевная прошва, опубликованная автором ранее и являющаяся редким для Беларуси примером кружевоплетения на коклюшках. На остальных снимках показаны сцены из Семежева: женщина с девочкой у входа в избу, группа женщин с детьми на завалинке в воскресенье, беление полотна на берегу речи Морочь на фоне домов и ветряной мельницы, старики на скамейке на фоне избы и ворот, четыре фотографии женщин и девушек в народных костюмах. Исследователи обратили внимание и на причёски девушек — с характерными завитками на висках, о чём говорят надписи на оборотах снимков. Некоторые из этих снимков имеют следы ретуши, что, по мнению Лобачевской, говорит о их подготовке к публикации. Всего в статье опубликовано шесть связанных с Семежевом снимков. Попытки разыскать привезённые экспедицией экспонаты не имели успеха. Однако в старых инвентарных книгах Национального исторического музея Беларуси автору удалось найти упоминания о женской безрукавке (бел. гарсэт) и четырёх саянах (традиционная юбка) из Семежева. Также в музее до начала войны хранилось 14 покрывал из Семежева, которые, как предполагает Лобачевская, могли быть привезены экспедицией в 1929 году.

## Культура

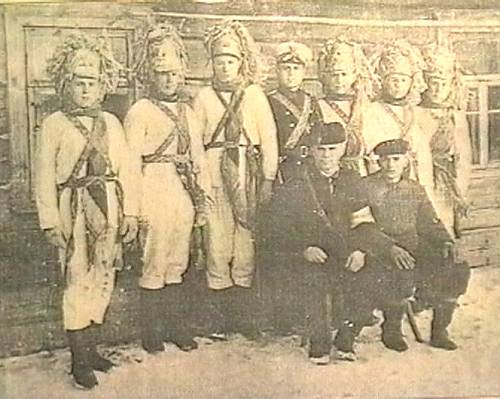
Группа участников обряда «Цари» (снимок до 1960)

Во второй половине XX века местные женщины продолжали заниматься ткачеством, некоторые мастерицы работали надомницами от Слуцкой и Минской фабрик художественных изделий. В 1997 году в Семежеве состоялся съезд ткачих, на котором собралось около 60 мастериц и учеников. В 2005 году начал работу районный центр ткачества. Центр совмещает в себе две функции: музей, в котором можно ознакомиться с историей местного ткачества, и ткацкая мастерская. В рамках реализации совместного пилотного проекта Евросоюза и Программы ООН «Устойчивое развитие на местном уровне» в 2010 году на базе центра ткачества была создана школа ткачей. По информации на осень 2022 года в школе обучается 12 детей.
В 2012 году техника закладного ткачества красно-белых рушников из Семежева внесена в государственный список историко-культурных ценностей.
В агрогородке расположен Дом-музей Героя Беларуси академика М. С. Высоцкого — филиал Копыльского районного краеведческого музея. В 2008 году в музее создана выставка, посвящённая творчеству известного земляка. Экспозиция состоит из двух разделов: «Этнография и быт родительского дома», «Производственная, академическая и общественная деятельность М. С. Высоцкого».
Ежегодно в Семежево проводится традиционный народный обряд Цари Коледы. Праздник отмечается в Семежево в канун Нового года по юлианскому календарю (13 января). В 2009 году включён в список нематериального культурного наследия ЮНЕСКО как объект, нуждающийся в срочной защите.

## Образование

### История образования
По свидетельству настоятеля семежевской церкви Феликса Сцепуры, со времени перехода семежевского прихода из унии в православние в 1839 году при церкви появилась школа, которая непрерывно действовала до 1868 года. Эта информация ничем кроме слов священника больше не подтверждается.

#### Начальное народное училище
В 1868 году в Семежеве было открыто народное училище, которое считалось сверхштатным. Это означало, что оно лишь частично финансировалось за счёт государства, а основную сумму вносили крестьяне, которые обязались выплачивать на содержание училища по 6 копеек с ревизской души ежегодно. Всего из государственной казны отпускалось 40 рублей 38 копеек в год и ещё 115 рублей 62 копейки совместно платили крестьяне.
С 1 октября (13 октября) 1868 года на должность учителя и одновременно законоучителя был назначен настоятель семежевской православной церкви Феликс Иванович Сцепура. Оклад учителя составлял 150 рублей в год. Училищный совет Минской дирекции народных училищ по результатам проверки 1868 года признал семежевское училище одним из лучших в Минской губернии (всего в список вошло около 10 % училищ), а в следующем 1869 году советом отмечено особое усердие Сцепуры в сфере народного образования.
Программа обучения предусматривала изучение Закона Божьего (краткий катехизис и священная история), русского языка (чтение по книгам гражданской и церковной печати, письмо), первых четырёх действий арифметики (сложение, вычитание, умножение, деление) и церковного пения. Преподавание велось на русском языке.
18 июня (30 июня) 1875 года Сцепуру перевели в местечко Мир Новогрудского уезда, а на вакантное место учителя с 1 сентября (13 сентября) 1875 года назначен выпускник Молодечненской учительской семинарии Осип Михайлович Лущицкий(выходец из крестьян, православный), преподававший до этого в Голомысльском начальном народном училище Дисненского уезда. Законоучителем с 17 октября (29 октября) 1875 назначен новый семежевский священник Пётр Стефанович Подольский. Оклад учителя по прежнему составлял 150 рублей в год, законоучителя — 25 рублей.
В 1878 году училище было переведено в центр волости — деревню Киевичи. Педагогический состав остался прежним: учителем был Лущицкий, а законоучителем два года служил семежевский священник Подольский, которого с 1 ноября (13 ноября) 1880 сменил настоятель киевичской православной церкви Василий Андреевич Пигулевский.
| Год       | Мальчики | Девочки | Всего |
| --------- | -------- | ------- | ----- |
| 1869      | 66       | 1       | 67    |
| 1877—1878 | 90       | 3       | 93    |

#### Одноклассное начальное народное училищеМинистерства народного просвещения
Обстоятельства перевода существовавшего в Семежеве с 1868 года училища в Киевичи и открытия нового известны только из статьи Павла Петровича Афонского (1849—1917), который в 1878—1883 годах был инспектором Минской дирекции народных училищ. Автор приписывает перемещение учебного заведения необъяснимому решению мирового посредника, хотя в публикации неявно прослеживается и другая причина — ветхость школьного здания.
Согласно Афонскому, 11 сентября (23 сентября) 1878 семежевские крестьяне составили общественный приговор, по которому обязывались ежегодно отпускать 192 рубля на содержание нового училища в дополнение к той сумме, которую предполагалось получать из средств Министерства народного просвещения. Также они обещали отремонтировать обветшавшее здание и постоянно отпускать деньги на нужды училища, но при этом просили освободить их от взносов в пользу Киевичского училища.
В 1881 году новое училище в Семежеве было открыто.
| Год       | Мальчики | Девочки | Всего |
| --------- | -------- | ------- | ----- |
| 1882      | 42       | —       | 42    |
| 1883—1884 | 42       | —       | 42    |
| 1884      | 96       | —       | 96    |
| 1886      | 103      | —       | 103   |
| 1896      | 100      | 9       | 109   |
| 1905      | 139      | 2       | 141   |

#### Женскаяцерковно-приходская школа
После осмотра нескольких церковно-приходских училищ Слуцкого и Новогрудского уездов в 1889—1890 учебном году инспектор народных училищ Сергей Осипович Кваснецкий отметил в епархиальной прессе важность открытия отдельных школ для девочек. Автор подчеркивал, что в большинстве известных ему церковных-приходских училищ для детей обоего пола, равно как и в народных училищах, количество учащихся девочек было незначительным. Кваснецкий считал распространение образования среди крестьянок особенно полезным, поскольку грамотная жена лучше справится с ведением домашнего хозяйства и станет ценной помощницей мужу, а кроме того передаст детям полученные в школе знания. По мнению инспектора, в Слуцком уезде необходимо было открыть 11 женских церковно-приходских училищ, в том числе и в Семежеве.
Сергей Иванович Апон в статье по истории семежевской школы пишет, что женская четырёхклассная школа была организована в 1900 году и просуществовала до 1917 года. Первый выпуск состоялся в 1904 году. Однако, кроме утверждения автора, нет никаких сведений, что эта школа появилась в Семежеве раньше 1904 года. По информации Апона, первой учительницей была дочь священника из деревни Рожан, а после неё Яцына Прасковья Ивановна.
Посещая в 1903 году церкви Минского, Игуменского и Слуцкого уездов, епископ Минский и Туровский Михаил (Темноусов) призывал священников тех приходов, где нет церковно-приходских школ, заняться их открытием, а также обращался с этим предложением к прихожанам, волостным старшинам и земским начальникам. Согласно плану поездки, епископ должен был прибыть в Семежево 5 сентября (18 сентября) 1903 года. В некоторых местах Слуцкого уезда крестьяне и местные власти согласились на открытие церковно-приходских школ, после чего епископ поручил уездному наблюдателю продолжить работу по этим направлениям. Одно из таких дел довольно быстро продвинулось: по просьбе епископа владелец местечка Семежево Антоний Вильгельм Радзивилл согласился выделить одну десятину земли для строительства здания женской церковно-приходской школы.
Постановлением Минского епархиального училищного совета к началу 1904—1905 учебного года учительницей в новую школу была назначена Александра Яхневич, которая действительно была дочерью настоятеля православной церкви в селе Рожан Слуцкого уезда, священника Василия Яхневича.
Александра Васильевна Яхневич (1872—?) окончила в 1889 году Минское женское училище духовного ведомства. С 1 июля (14 июля) 1900 года по 1 сентября (14 сентября) 1902 года она работала учительницей в церковно-приходских школах Речицкого уезда Минской губернии: в 1900—1901 учебном году в деревне Тишковка, в 1901—1902 учебном году — в деревне Макановичи). С 1 сентября (14 сентября) 1902 года она стала помощницей классных наставниц младшего класса Минского женского училища духовного ведомства. К началу 1903—1904 учебного года распоряжением Минского епархиального училищного совета её назначили учительницей церковно-приходской школы в деревню Корытное Бобруйского уезда, откуда в следующем году она и была переведена в Семежево.
В 1909 году Минский епархиальный училищный совет бъявил благодарность заведующему школой, семежевскому священнику Симеону Малевичу и учительнице Александре Яхневич за особо усердное отношение к церковно-школьному делу в 1907—1908 учебном году.
К 6 апреля (19 апреля) 1914 года учительница семежевской одноклассной церковно-приходской школы Александра Яхневич была награждена серебряной медалью «За усердие» для ношения на груди на Александровской ленте.

### Новейшее время
В настоящее время в агрогородке действует Государственное учреждение образования «Семежевский учебно-педагогический комплекс детский сад-средняя школа имени М. С. Высоцкого».

## События и мероприятия
- 2023 год — районный фестиваль «Дожинки»

## Памятники

### Братская могила военнослужащихКрасной Армии
Первоначально братская могила находилась на восточной окраине Семежева в конце улицы Школьной (ныне улица Гостинец). По воспоминаниям М. И. Римжи, у могилы был установлен памятник в виде бетонного обелистка с красной пятиконечной звездой. Территория захоронения была огорожена деревянным забором и обсажена берёзами. В 1960 году состоялось перезахоронение останков в центре Семежева на бывшей площади Рынок. У захоронения на постаменте установлена скульптура в виде преклонившего колено солдата, который возлагает к могиле лавровый венок. По обе стороны от памятника размещались две плиты с именами павших воинов.
Мемориал был реконструирован в 1985 году. Около памятника установили ещё 4 гранитные плиты с именами жителей Семежева, погибших на фронтах войны, а у постамента — плиту с надписью «Вечная память воинам-землякам, павшим в боях за нашу Родину в Великой Отечественной войне 1941—1945».
В 2019 году две старые доски с именами погибших в Семежеве военнослужащих Красной Армии были демонтированы, а вместо них установлены новые мраморные плиты, сведения на которых исправлены и дополнены на основе исследования М. И. Римжи. Территория захоронения выложена тротуарной плиткой, отремонтирован постамент.
У мемориала проходят мероприятия в память о погибших воинах и земляках.
19 октября 2024 года у братской могилы была торжественно открыта мемориальная доска «Боль матери», посвящённая всем женщинам, потерявшим своих детей на войне. Собирательным образом такой матери стала жительница Семежева Страшевская Аксинья Алексеевна, муж и пятеро из шестерых сыновей которой погибли на фронтах войны.
28 февраля 2025 года Семежево посетил заместитель министра экономики и территориального развития Республики Дагестан Аммаев Шамиль Магомедович — правнук рядового 67-го стрелкового полка 20-й стрелковой дивизии Иманалиева Мусы (1898—1944), погибщего при освобождении Семежева в 1944 году. У братской могилы состоялся митинг в память о погибших и возложение венков.

### Памятный камень в честь 400-летия Семежева
В 1982 году в центральной части Семежева, у перекрёстка улиц Новой и Слуцкой установлен валун с надписью «400 Семежеву» (оригинальная надпись бел. "400 Семежаву"). Вместо прежней надписи на памятнике в настоящее время закреплена памятная доска, открытие которой состоялось в 2012 году и было приурочено к 430-летию агрогородка. Мероприятие состоялось при поддержке ОАО «Семежево», благодаря которому была изготовлена табличка. Надпись гласит: «Деревня Семежево основана в 1582 году (письмо князей Олельковичей Слуцких от 07.08.1582)» (оригинальная надпись бел. Вёска Семежава заснавана ў 1582 годзе (ліст князёў Алелькавічаў Слуцкіх
ад 07.08.1582 года).

В 2023 году камень перенесён на новое место по улице Слуцкой и установлен у дороги вблизи снесённого здания физкультурно-оздоровительного комплекса, на месте которого оборудована площадка для проведения массовых мероприятий.

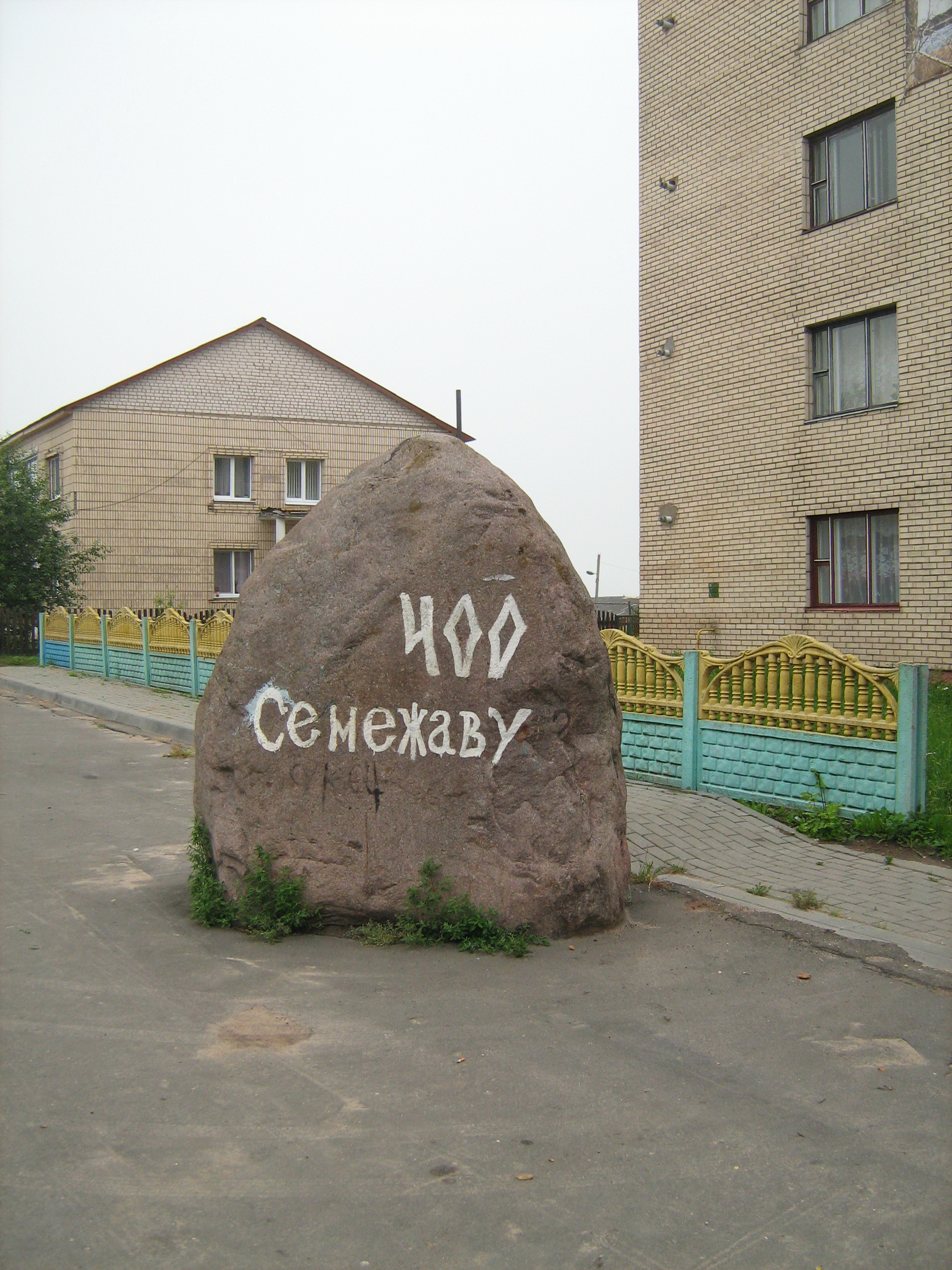
Памятный камень к 400-летию Семежева (2009)
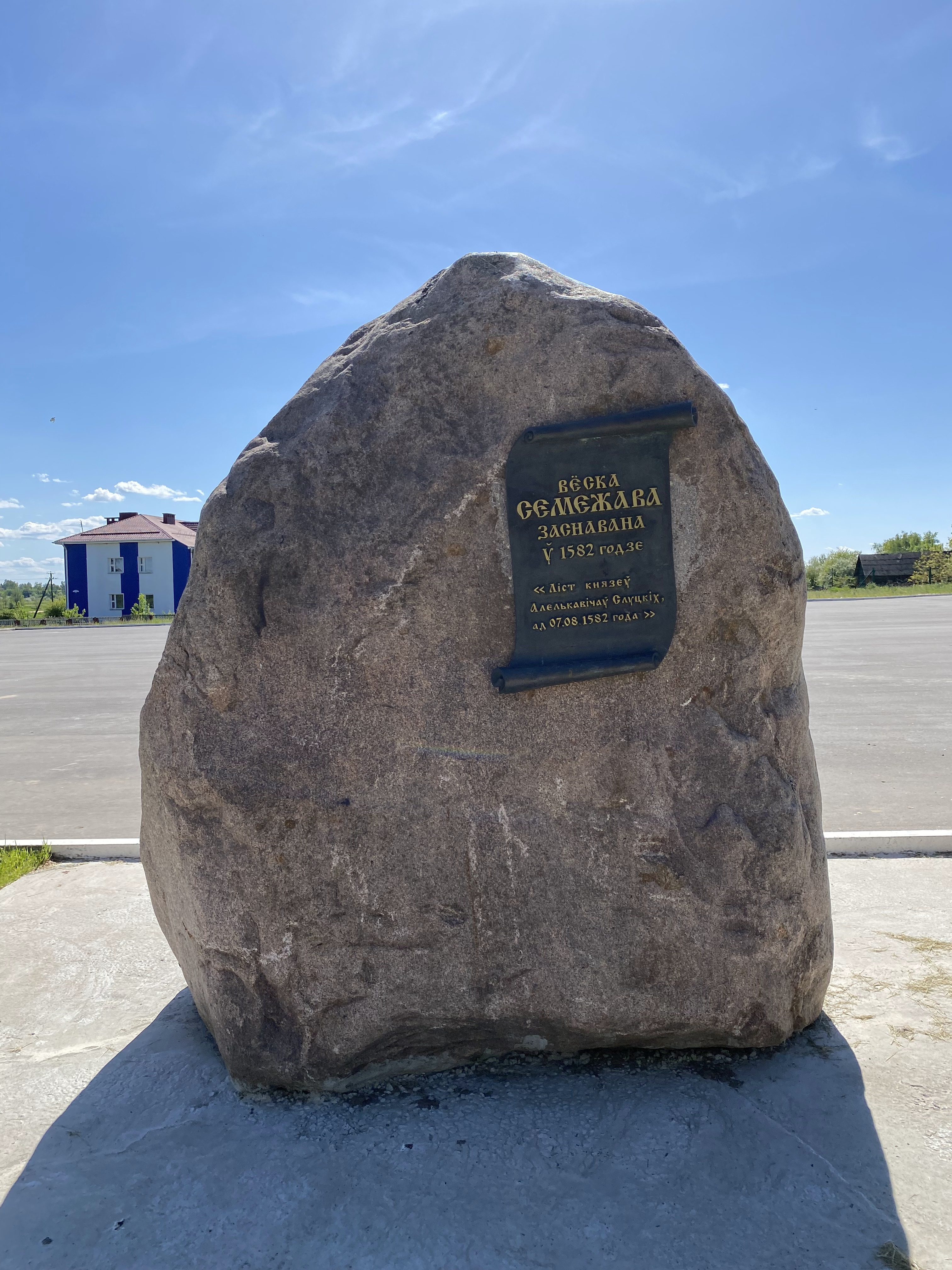
Памятный камень к 400-летию Семежева на другом месте (2024)

### Мемориальный крест участникамСлуцкого восстания
Памятник в виде деревянного креста высотой 4 метра был установлен в 1992 году. На поперечной перекладине была вырезана надпись «Борцам за независимость Беларуси. Ноябрь-декабрь 1920» (оригинальная надпись бел. Змагарам за незалежнасць Беларусі. Лістапад-снежань 1920). Инициаторами установки выступили Белорусский народный фронт и историко-просветительская организация «Мартиролог Беларуси». Предположительно в 2010 году к 90-летию Слуцкого восстания на том же месте обустроен новый мемориал: более высокий металлический крест и мраморная плита с надписью «Борцам за независимость Отчизны, участникам Слуцкого восстания 1920 года. Благодарные потомки. Мы Вас помним. Слава героям» (оригинальная надпись бел. Змагарам за незалежнасць Бацькаўшчыны, удзельнікам Слуцкага паўстання 1920 года. Удзячныя патомкі. Мы Вас памятаем. Слава героям). До недавнего времени ежегодно в конце ноября в Семежево приезжали представители ряда общественных движений и политических партий, чтобы почтить память участников Слуцкого восстания. По сообщениям в прессе, мемориал исчез не позднее середины января 2023 года. Обстоятельства не известны.

## Религия

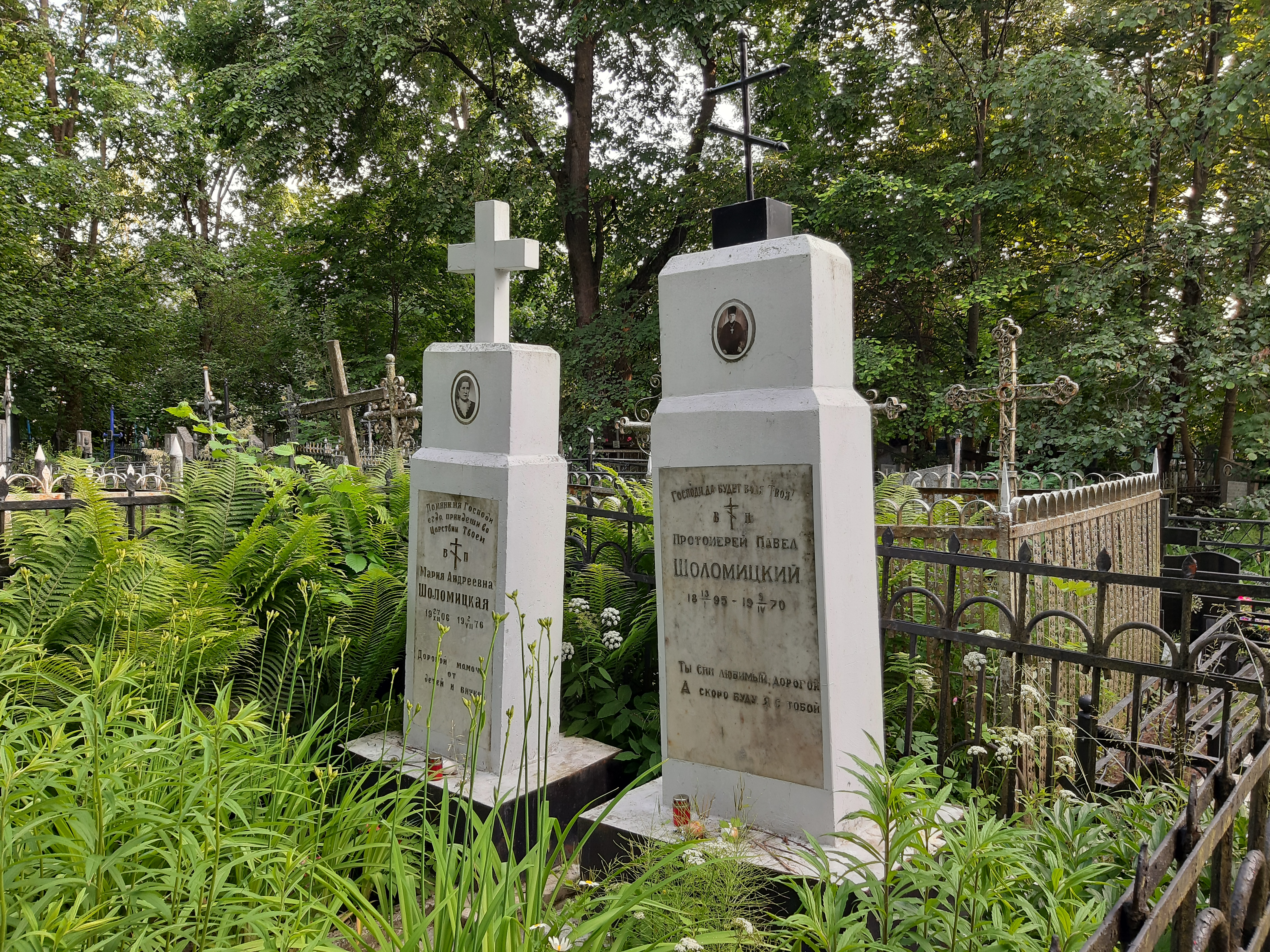
Могила протоиерея Павла Шоломицкого на Машековском кладбище в Могилёве

Слуцкий краевед Андрей Николаевич Попов без ссылки на источник информации утверждает, что здание приходской Покровской церкви было передано ликвидационной комиссии Народного комиссариата юстиции БССР по договору в период с июня по сентябрь 1927 года. Настоятель семежевского прихода Елисей Павлович Панурин был арестован 14 апреля 1929 года и впоследствии репрессирован. Здание церкви разобрано в 1930-х годах. По сообщениям в прессе, на месте храма уже в 1939 году был парк культуры, где демонстрировались кинофильмы и планировалось строительство летней сцены. О кладбищенской Георгиевской церкви нет данных.
По сведениям слуцкого краеведа Попова, семежевский приход был восстановлен во время немецкой оккупации — службы начались с 1 сентября 1942 года, имя священника неизвестно. По рассказам местных жителей, под церковь был приспособлен дом культуры (иначе «Нардом» — народный дом) по улице Мостовой. Здание сгорело во время боёв за Семежево в июле 1944 года. В номере пронацистской «Газеты Случчины» (бел. Газэта Случчыны) за 20 июня 1943 года, издававшейся под контролем немецко-фашистских властей, упоминается, что священник семежевской церкви внёс в Белорусскую народную самопомощь более 500 рейхсмарок и 300 метров полотна. Директор Копыльского районного краеведческого музея Валентина Шуракова считает, что в период немецкой оккупации священником в Семежеве был Шоломицкий Павел Лукич (1895—1970), который в 1943 году переехал в Уречье. Однако по мнению краеведа Попова, Шоломицкий служил в Уречье с 1941 по 1963 год, хотя в некрологе священника говорится о его рукоположении в 1942 году.
| Период                  | Имя                                 | Должность     | Комментарий |
| ----------------------- | ----------------------------------- | ------------- | --- |
| ~1660 — 1680 (?)        | Юркевич Фёдор                       | священник     | В 1696 году упоминается как бывший священник семежевской церкви.                                                                                    |
| ~1696                   | Юркевич Павел                       | священник     | |
| ~1764 — 1772 (?)        | Юркевич Иоанн                       | священник     | |
| ~1774 — 1784 (?)        | Гомолицкий Леон                     | священник     | |
| ~1798                   | Вербилович Антон                    | администратор | |
| ~1801 — 1819 (?)        | Поповский Флориан (1763 — ?)        | священник     | |
| ~1837                   | Поповский Иоанн (1790 — ?)          | священник     | Сын священника Флориана Поповского, в 1819 году упоминается как викарий семежевской церкви.                                                         |
| ~1863                   | Наркевич Иоанн                      | настоятель    | В 1863 году награждён скуфьей. |
| 1865 — 18.06.1875       | Сцепура Феликс Иванович             | настоятель    | 18 июня 1875 года назначен настоятелем церкви в местечке Мир Новогрудского уезда.                                                                   |
| ? — 22.09.1875          | Горбацевич Николай                  | настоятель    | 22 сентября 1875 года умер от простуды. |
| 30.09.1875 — 11.08.1896 | Подольский Пётр Стефанович          | настоятель    | Уволен по причине полной утраты зрения. |
| 11.08.1896 — 1917 (?)   | Малевич Семён Иванович              | настоятель    | С 1 марта 1901 года назначен благочинным 2-го благочиннического округа Слуцкого уезда. 29 июня 1917 года указом Синода награждён наперсным крестом. |
| 17.02.1920 — 1925 (?)   | Царенков Антон Иванович (1887—1971) | настоятель    | |
| ~1929                   | Панурин Елисей Павлович             | настоятель    | единичное упоминание |
| ~1942 — 1943            | Шоломицкий Павел Лукич (1895—1970)  | настоятель    | единичное упоминание |

| Период                  | Имя                           | Должность        | Комментарий                                                                      |
| ----------------------- | ----------------------------- | ---------------- | -------------------------------------------------------------------------------- |
| ~1847                   | Поповский Флориан             | пономарь         | В 1847 году осуждён к 8 годам каторжных работ в рудниках за убийство жены.       |
| ? — 21.03.1875          | Киприянович Павел (1818—1875) | и. д. псаломщика | Умер 21 марта 1875 года.                                                         |
| 1875 — 1912 (?)         | Русецкий Антон                | и. д. псаломщика | 6 декабря 1884 года рукоположён во диаконы с оставлением на псаломщицком окладе. |
| 23.10.1915 — 10.06.1916 | Сивицкий Александр            | псаломщик        |                                                                                  |
| 25.08.1916 — 01.07.1917 | Бирюкович Александр           | псаломщик        |                                                                                  |
| 11.07.1917 — ?          | Шевелев Вениамин              | псаломщик        |                                                                                  |

В настоящее время в агрогородке действуют следующие религиозные общины:
- Приход храма Покрова Пресвятой Богородицы Белорусской православной церкви Московского патриархата

Община была официально зарегистрирована в 2003 году по адресу ул. Копыльская 13. Культового здания для отправления религиозных обрядов нет. В 2002—2003 году в распоряжение прихода передан фундамент недостроенного здания правления колхоза, находящийся в центре Семежева на бывшей площади Рынок. Фундамент был законсервирован, а в 2015 году архитектором В. В. Сорокой разработан план реконструкции с последующим строительством храма. 29 мая 2016 года епископ Слуцкий и Солигорский Антоний (Доронин) заложил камень и памятную капсулу с грамотой в основание алтарной части будущей церкви. По состоянию на 2024 год строительство здания далеко от завершения.
Приход является приписным к церкви Вознесения Господня в соседней деревне Киевичи Копыльского района.
Настоятель — протоиерей Эрик (Павел) Ростиславович Брагин.
- Церковь христиан веры евангельской (пятидесятники)

Община зарегистрирована в 2012 году по адресу ул. Тимковичская 29.
Пастор — Черкас Александр Александрович.

### Литературные источники
1. ↑  Лемтюгова, 2003, с. 202—203.
2. 1 2  Решение Копыльского районного Совета депутатов от 19 марта 2008 года № 37 "О преобразовании деревень Копыльского района в агрогородки".
3. ↑  Бирилло, 1957, с. 144.
4. ↑  Бирилло, 1957, с. 130.
5. ↑  Бирилло, 1957, с. 190.
6. ↑  Новогродский, 2013, с. 41.
7. ↑  Новогродский, 2013, с. 219.
8. ↑  Новогродский, 2013, с. 4.
9. ↑  Гарады і вёскі, 2011, с. 219.
10. 1 2 3  Фёдар Абрамчык. Семежава // Энцыклапедыя гісторыі Беларусі / Рэдкал.: Г. П. Пашкоў (галоўны рэд.) i інш.; Маст. Э. Э. Жакевіч. — Мінск: БелЭн, 2001. — Т. 6. Кн. 1: Пузыны—Усая. — С. 284. — 592 с. — 10 000 экз. — ISBN 985-11-0214-8. (бел.)
11. ↑  Лясковски, 1937, с. 520.
12. ↑  Лясковски, 1937, с. 520—521.
13. 1 2 3 4 5 6  Добжиньски, 1929, с. 21.
14. 1 2 3 4  Бжихачек, 1929, с. 8.
15. ↑  Рылко, 1929, с. 11.
16. 1 2 3 4 5 6 7 8  Лясковски, 1937, с. 521.
17. 1 2  Добжиньски, 1929, с. 22.
18. ↑  Слуцкая вооружённая акция, 2006, с. 220.
19. ↑  Слуцкая вооружённая акция, 2006, с. 224.
20. ↑  Слуцкая вооружённая акция, 2006, с. 176.
21. ↑  Слуцкая вооружённая акция, 2006, с. 214—215.
22. ↑  Слуцкая вооружённая акция, 2006, с. 61.
23. ↑  Слуцкая вооружённая акция, 2006, с. 160.
24. ↑  Слуцкая вооружённая акция, 2006, с. 229.
25. 1 2  Стужинская, 2011, с. 90.
26. ↑  Слуцкая вооружённая акция, 2006, с. 247.
27. ↑  Слуцкая вооружённая акция, 2006, с. 66—67.
28. ↑  Слуцкая вооружённая акция, 2006, с. 247—248.
29. ↑  Слуцкая вооружённая акция, 2006, с. 248.
30. ↑  Слуцкая вооружённая акция, 2006, с. 245.
31. ↑  Слуцкая вооружённая акция, 2006, с. 180.
32. 1 2  Слуцкая вооружённая акция, 2006, с. 79—80.
33. 1 2  Слуцкая вооружённая акция, 2006, с. 193.
34. 1 2 3 4 5 6  Слуцкая вооружённая акция, 2006, с. 162.
35. ↑  Никольский, 1889, с. 169.
36. ↑  Слуцкая вооружённая акция, 2006, с. 91.
37. ↑  Слуцкая вооружённая акция, 2006, с. 94.
38. ↑  Успехи белорусов, 1920, с. 2.
39. ↑  Победа белорусской армии, 1920, с. 2.
40. ↑  Московско-белорусская война, 1920, с. 4.
41. 1 2  Козловский, 1937, с. 7.
42. ↑  Стужинская, 2000, с. 163.
43. 1 2  Слуцкая вооружённая акция, 2006, с. 264.
44. ↑  Слуцкая вооружённая акция, 2006, с. 84.
45. ↑  Слуцкая вооружённая акция, 2006, с. 85.
46. 1 2  Слуцкая вооружённая акция, 2006, с. 93.
47. 1 2  Слуцкое восстание, 1921, с. 2.
48. ↑  Слуцкая вооружённая акция, 2006, с. 171.
49. ↑  Звязда, 1934, с. 3.
50. ↑  Шанец, 2022, с. 45-46.
51. ↑  Алешкевич, 2008, с. 5—6.
52. ↑  Алешкевич, 2008, с. 6.
53. 1 2  Материалы, 1879, с. 101.
54. 1 2  Населённые места, 1905, с. 108.
55. ↑  Список населенных мест Минской губернии / сост. В. С. Ярмолович. — Минск: губ. тип., 1909. — 231 с.
56. 1 2  Список населенных мест БССР б. Минской губернии / Центральное статистическое бюро БССР; [составители: В. С. Ярмолович и др.] — Минск: Белтрестпечать, 1924. — 300 c.
57. 1 2 3  Перепись населения 1919, 1920, с. 54.
58. ↑  Гарады і вёскі, 2011, с. 220.
59. ↑  Список сельских населённых пунктов Копыльского района на 1 января 2018 года. Дата обращения: 26 мая 2018. Архивировано 3 июня 2020 года.
60. 1 2 3 4  Гарады і вёскі, 2011, с. 221.
61. ↑  Алешкевич, 2008, с. 5.
62. ↑  Сцепура, 1880, с. 360.
63. 1 2 3 4  Минские епархиальные ведомости, 1875, с. 157.
64. 1 2  Минские епархиальные ведомости, 1906, с. 113.
65. ↑  Сцепура, 1880, с. 360—372.
66. 1 2  Сцепура, 1880, с. 363.
67. 1 2 3 4  Сцепура, 1880, с. 365.
68. 1 2 3  Сцепура, 1880, с. 364.
69. ↑  Польский биографический словарь, 1981, с. 153.
70. ↑  Петкевич, 1928, с. 2.
71. ↑  Тяпкова, 2018, с. 11—12.
72. ↑  Сербов, 1914, с. 1—17.
73. ↑  Сербов, 1914, с. 19.
74. ↑  Сербов, 1914, с. 27—28.
75. ↑  Сербов, 1914, с. 25.
76. ↑  Сербов, 1914, с. 27.
77. ↑  Сцепура, 1880, с. 362.
78. ↑  Бондарчик, 1966, с. 36.
79. 1 2  Бондарчик, 1999, с. 260.
80. 1 2  Научные экспедиции на Случчину, 1929, с. 4.
81. 1 2  Научная экспедиция в м. Семежево, 1929, с. 4.
82. 1 2 3 4 5 6 7  Савецкая Беларусь, 1929, с. 4.
83. 1 2 3 4 5 6  Звязда, 1929, с. 4.
84. ↑  Янушкевич, 1995, с. 61.
85. ↑  Янушкевич, 1997, с. 19.
86. ↑  Савченко, 1998, с. 229.
87. ↑  Лобачевская, 2014, с. 79.
88. ↑  Лобачевская, 2024, с. 34—41.
89. 1 2  Лобачевская, 2024, с. 35.
90. 1 2 3 4  Лобачевская, 2024, с. 36.
91. ↑  Лобачевская, 2024, с. 35—36.
92. ↑  Лобачевская, 2024, с. 36—37.
93. ↑  Лобачевская, 2024, с. 37.
94. ↑  Марчку Раіса. «Бярозавы лісток», «зорка», «грабяні», «блудны крыж» (бел.). Газета "Звязда" (8 октября 2019). Дата обращения: 8 апреля 2023. Архивировано 8 апреля 2023 года.
95. ↑  Холад Наталля. Захаваць непаўторнасць семежаўскага ручніка (бел.). газета "Слава Працы" (22 июня 2010). Дата обращения: 8 апреля 2023. Архивировано 8 апреля 2023 года.
96. ↑  Ткачэнка Дзіяна. Пры раённым цэнтры ткацтва ў аграгарадку Семежава працуе школа ткачоў (бел.). Газета "Слава Працы" (9 октября 2022). Дата обращения: 8 апреля 2023. Архивировано 8 апреля 2023 года.
97. ↑  Дзяржаўны спіс гісторыка-культурных каштоўнасцей Рэспублікі Беларусь (Капыльскі раён) (бел.). Копыльский районный исполнительный комитет (2021). Дата обращения: 8 апреля 2023. Архивировано 8 апреля 2023 года.
98. ↑  Государственное учреждение «Копыльский районный краеведческий музей». Дата обращения: 17 мая 2022. Архивировано 19 апреля 2022 года.
99. ↑  Сцепура, 1880, с. 372.
100. 1 2  Отчёт по управлению Минской дирекцией народных училищ, 1869, с. 10.
101. 1 2 3  Памятная книжка Виленского учебного округа, 1874, с. 457.
102. ↑  Отчёт по управлению Минской дирекцией народных училищ, 1869, с. 65.
103. ↑  Отчёт по управлению Минской дирекцией народных училищ, 1869, с. 21.
104. ↑  Отчёт по управлению Минской дирекцией народных училищ, 1870, с. 20.
105. 1 2 3  Памятная книжка Виленского учебного округа, 1876, с. 273.
106. ↑  Памятная книжка Виленского учебного округа, 1875, с. 33.
107. ↑  Памятная книжка Виленского учебного округа, 1880, с. 318.
108. ↑  Отчёт по управлению Минской дирекцией народных училищ, 1870, с. 69.
109. ↑  Памятная книжка Виленского учебного округа, 1878, с. 270.
110. ↑  Афонский, 1881, с. 503—511.
111. ↑  Афонский, 1881, с. 504.
112. 1 2  Афонский, 1881, с. 504—505.
113. ↑  Афонский, 1881, с. 505.
114. ↑  Кваснецкий, 1891, с. 285—286.
115. ↑  Кваснецкий, 1891, с. 287—288.
116. ↑  Кваснецкий, 1891, с. 290.
117. 1 2 3  Апон, 2008, с. 19.
118. 1 2 3  Минские епархиальные ведомости, 1904, с. 431.
119. ↑  Минские епархиальные ведомости (часть официальная), 1903, с. 267.
120. 1 2  Минские епархиальные ведомости, 1905, с. 51.
121. ↑  Минские епархиальные ведомости, 1883, с. 407.
122. 1 2 3  Минские епархиальные ведомости, 1902, с. 16.
123. ↑  Минские епархиальные ведомости (часть официальная), 1900, с. 394.
124. ↑  Минские епархиальные ведомости, 1901, с. 534.
125. ↑  Минские епархиальные ведомости (часть официальная), 1904, с. 5.
126. ↑  Минские епархиальные ведомости, 1909, с. 58.
127. ↑  Церковные ведомости, 1914, с. 115.
128. ↑  1020. Брацкая магіла савецкіх воінаў і партызан (бел.) // Збор помнікаў гісторыі і культуры Беларусі. Мінская вобласць / АН БССР Ін-т мастацтвазнаўства, этнаграфіі і фальклору; Рэдкал.: С.В. Марцэлеў (гал. рэд.) і інш. - Мн.: БелСЭ, 1987. — С. 201. Архивировано 25 марта 2023 года.
129. ↑  Миноблсипослком. О сооружении скульптуры воина около школы в д. Семежево, обелисков и стелы около школы и клуба в д. Кр. Дубрава и об установлении мемориальной доски в д. Семежево в память о воинах, партизанах и земляках, погибших годы Великой Отечественной войны. Система открытого доступа к документам Национального архивного фонда Республики Беларусь. — ГАМн ф. 2 оп. 9 д. 4503 л. 261-262. Дата обращения: 25 марта 2023. Архивировано 25 марта 2023 года.
130. ↑  Путеводитель по памятным местам Копыльского района. Копыльский районный исполнительный комитет. Дата обращения: 25 марта 2023. Архивировано 28 июля 2022 года.
131. ↑  Екатерина Дубинская. Семежево помнит тебя, солдат. Газета "Вечерний Минск" (2 июля 2020). Дата обращения: 25 марта 2023. Архивировано 26 сентября 2020 года.
132. ↑  Диана Ткаченко (12 мая 2020). Празднования Великой Победы состоялись в каждом сельсовете Копыльщины. Газета "Слава Працы". Архивировано 25 марта 2023. Дата обращения: 25 марта 2023.
133. ↑  Сергей Козел. На Копыльщине прошли митинги в тех местах, где воздвигнуты памятники погибшим землякам. Газета "Слава Працы" (12 мая 2022). Дата обращения: 25 марта 2023. Архивировано 25 марта 2023 года.
134. ↑  Сергей Козел. В агрогородке Семежево празднование Дня Независимости Республики Беларусь началось с торжественного митинга. Газета "Слава Працы" (3 июля 2022). Дата обращения: 25 марта 2023. Архивировано 25 марта 2023 года.
135. ↑  Дороги памяти привели в Семежево, 2025, с. 1, 4.
136. ↑  Anna Wróbel. Przed 90 laty wybuchło powstanie słuckie (пол.). dzieje.pl (27 ноября 2010). Дата обращения: 3 апреля 2023. Архивировано 18 апреля 2023 года.
137. ↑  Семежево. Глобус Беларуси. Дата обращения: 24 марта 2023. Архивировано 24 марта 2023 года.
138. 1 2  Моряков, 2007, с. 140.
139. ↑  Звязда, 1939, с. 4.
140. ↑  Журнал московской патриархии, 1971, с. 41.
141. ↑  Лаврик, 2020, с. 56—57.
142. 1 2 3  Лисейчиков, 2015, с. 580.
143. ↑  Лаврик, 2020, с. 59—60.
144. ↑  Лисейчиков, 2015, с. 198.
145. ↑  Лисейчиков, 2015, с. 176.
146. 1 2 3  Лисейчиков, 2015, с. 409.
147. 1 2  Минские епархиальные ведомости, 1875, с. 280.
148. ↑  Минские епархиальные ведомости, 1875, с. 278.
149. 1 2  Минские епархиальные ведомости, 1896, с. 330.
150. ↑  Минские епархиальные ведомости, 1901, с. 113.
151. ↑  Минские епархиальные ведомости, 1917, с. 74.
152. ↑  Минские епархиальные ведомости, 1920, с. 11.
153. ↑  Минские епархиальные ведомости, 1884, с. 7.
154. ↑  Минские епархиальные ведомости, 1915, с. 269.
155. ↑  Минские епархиальные ведомости, 1916, с. 117.
156. ↑  Минские епархиальные ведомости, 1916, с. 168.
157. 1 2  Минские епархиальные ведомости, 1917, с. 76.
158. ↑  Служения, 2016, с. 28—29.

### Онлайн источники
1. 1 2  Прелиминарный мирный договор 1920,
2. ↑  Ogólne zestawienie powiatów na terenach Ziem Wschodnich 1919,
3. ↑  «О тех, которых забывать нельзя…» (из книги об освободителях д. Семежево в 1944 г.),
4. ↑  Об установлении мемориальных досок погибшим воинам-землякам в Великой Отечественной войне у братских могил дд. Семежево и Красная Дуброва (1985),
5. ↑  На Копыльщине появился ещё один памятный знак (2024),
6. ↑  Семежаву — 430 гадоў (2012),
7. ↑  Памятный крест участникам Слуцкого восстания 1920 г.,
8. ↑  Случчина во времена перемен,
9. 1 2  Период немецкой оккупации. Слуцк 1941-1944 год.,
10. ↑  Газэта Случчыны,
11. 1 2  Утраченное наследие: церковь святого Георгия,
12. 1 2 3 4  Храм Покрова Пресвятой Богородицы д. Семежево,
13. 1 2  Поместные церкви христиан веры евангельской в Республике Беларусь,

### Памятные книжки Виленского учебного округа
- Памятная книжка Виленского учебного округа на 1874 год. — Вильна: печатня А. Г. Сыркина, 1874. — XVIII, 656 с.
- Часть 2 (Дирекции народных училищ и подведомственные им учебные заведения) // Памятная книжка Виленского учебного округа на 1875 год. — Вильна: типография А. Г. Сыркина, 1875. — XIX, 438 с.
- Часть 2 (Дирекции народных училищ и подведомственные им учебные заведения) // Памятная книжка Виленского учебного округа на 1876 год. — Вильна: скоропечатня О. С. Блюмовича, 1876. — XIX, 464 с.
- Часть 2 (Дирекции народных училищ и подведомственные им учебные заведения) // Памятная книжка Виленского учебного округа на 1877-8 учебный год. — Вильна: типография А. Г. Сыркина, 1878. — XVII, 452 с.
- Часть 2 (Народные и сельские приходские училища) // Памятная книжка Виленского учебного округа на 1880-81 учебный год. — Вильна: типография А. Г. Сыркина, 1880. — 517 с.

### Минские епархиальные ведомости
- Назначение и перемещение священнослужителей // Минские епархиальные ведомости (часть официальная). — 1875. — 30 июня (№ 12). — С. 157.
- Служебные перемены // Минские епархиальные ведомости (часть официальная). — 1875. — 15 октября (№ 19). — С. 278—280.
- Сцепура Феликс. Этнографический очерк местечка Семежова // Минские епархиальные ведомости (часть неофициальная). — 1880. — 15 августа (№ 16). — С. 360—372.
- П.П.А. (Афонский Павел Петрович). Открытие в местечке Семежове Слуцкого уезда Минской губернии одноклассного начального народного училища Министерства народного просвещения // Минские епархиальные ведомости (часть неофициальная). — 1881. — 13 ноября (№ 22). — С. 503—511.
- Доклад правления Минского женского училища духовного ведомства к Его Преосвященству от 29 июля 1883 года за № 207 и Его Преосвященством утверждённый // Минские епархиальные ведомости (часть официальная). — 1883. — 15 августа (№ 16). — С. 403—410.
- Движения и перемены по епархиальной службе // Минские епархиальные ведомости (часть официальная). — 1884. — 1 января (№ 1). — С. 6—10.
- Никольский Алексей. Протоиерей Лаврентий Подольский (некролог) // Минские епархиальные ведомости (часть неофициальная). — 1889. — 15 марта (№ 6). — С. 166—170.
- С. К-цкий (Кваснецкий Сергей Осипович). Заметки по осмотру церковно-приходских школ в Слуцком и Новогрудском уездах в 1889—90 учебном году (продолжение) // Минские епархиальные ведомости (часть неофициальная). — 1891. — 15 мая (№ 10). — С. 274—291.
- Движение и перемены по епархиальной службе // Минские епархиальные ведомости (часть официальная). — 1896. — 1 сентября (№ 16—17). — С. 329—331.
- От Минского епархиального училищного совета // Минские епархиальные ведомости (часть официальная). — 1900. — 1 октября (№ 19). — С. 391—397.
- Перемены по епархиальной службе // Минские епархиальные ведомости (часть официальная). — 1901. — 15 марта (№ 6). — С. 112—114.
- От Минского епархиального училищного совета // Минские епархиальные ведомости (часть официальная). — 1901. — 15 декабря (№ 24). — С. 530—535.
- Женские училища духовного ведомства // Минские епархиальные ведомости (часть неофициальная). — 1902. — 1 октября (№ 19). — С. 15—24.
- Маршрут поездки Его Преосвященства, Преосвященнейшего Михаила, епископа Минского и Туровского для обозрения церквей Минского, Слуцкого и Игуменского уездов в 1903 году // Минские епархиальные ведомости (часть официальная). — 1903. — 15 августа (№ 16). — С. 267—268.
- От Минского епархиального училищного совета // Минские епархиальные ведомости (часть официальная). — 1904. — 1 января (№ 1). — С. 5—13.
- Отчёт о состоянии церковных школ Минской епархии в 1902—1903 учебном году (окончание) // Минские епархиальные ведомости (часть неофициальная). — 1904. — 15 октября (№ 20). — С. 426—433.
- От Минского епархиального училищного совета // Минские епархиальные ведомости (часть официальная). — 1905. — 15 февраля (№ 4). — С. 48—55.
- Епархиальная хроника // Минские епархиальные ведомости (часть неофициальная). — 1906. — 1 марта (№ 5). — С. 108—114.
- От Минского епархиального училищного совета // Минские епархиальные ведомости (часть официальная). — 1909. — 15 февраля (№ 4). — С. 52—58.
- Епархиальные распоряжения // Минские епархиальные ведомости (часть официальная). — 1915. — Ноябрь (№ 19). — С. 269—271.
- Епархиальные распоряжения // Минские епархиальные ведомости (часть официальная). — 1916. — 20 июля (№ 10). — С. 117—119.
- Епархиальные распоряжения // Минские епархиальные ведомости (часть официальная). — 1916. — 20 сентября (№ 13). — С. 166—169.
- Епархиальные распоряжения // Минские епархиальные ведомости (часть официальная). — 1917. — 15 июля (№ 12). — С. 75—77.
- Епархиальные рапоряжения // Минские епархиальные ведомости (часть официальная). — 1920. — № 1. — С. 10—13.

### Газета «Слава працы»
- Бохан Татьяна. Дороги памяти привели в Семежево // Слава працы : газета. — 2025. — 12 марта (№ 19 (11299)). — С. 1, 4.

### Газета «Звязда»
- За дзень: навуковая экспедыцыя ў м. Семежава (бел.) // Звязда : газета. — 1929. — 24 мая (№ 115 (3223)). — С. 4.
- Экспедыцыя Беларускай акадэміі навук (бел.) // Звязда : газета. — 1929. — 2 чэрвеня (№ 123 (3231)). — С. 4.
- Новае Семежава (бел.) // Звязда : газета. — 1934. — 10 снежня (№ 276 (5109)). — С. 3.
- Парк культуры ў вёсцы Семежава (бел.) // Звязда : газета. — 1939. — 28 чэрвеня (№ 146 (6423)). — С. 4.

### Газетные статьи
- Powodzenia białorusinów (пол.) // Dziennik Wileński. — 1920. — 24 grudnia (nr 163). — S. 2.
- Zwycięstwo armji białoruskiej (пол.) // Gazeta Opolska. — 1920. — 29 grudnia (nr 273). — S. 2.
- Маскоўска-беларуская вайна (бел.) // Наша думка. — 1920. — 31 снежня (№ 2). — С. 4.
- Ан. Слуцкае паўстаньне (бел.) // Беларускія ведамасьці. — 1921. — 7 лістапада (№ 9). — С. 2.
- Навуковыя экспедыцыі на Случчыну (бел.) // Савецкая Беларусь : газета. — 1929. — 24 мая (№ 115 (2604)). — С. 4.
- Вывучаем мінулае і сучаснае сваёй краіны (гутарка з неадменным сакратаром Беларускай акадэміі навук акадэмікам Ластоўскім) (бел.) // Савецкая Беларусь : газета. — 1929. — 2 чэрвеня (№ 123 (2612)). — С. 4.
- Kazłoŭski Uł. U 17-yja uhodki Słuckaha Paustańnia — listapad 1920—1937 hod (бел.) // Новы Шлях. — 1937. — 25 лістапада (№ 3 (24)). — С. 5—7.

## Архивные документы
- Семежевский сельский Совет народных депутатов и его исполнительный комитет Об установлении мемориальных досок погибшим воинам-землякам в Великой Отечественной войне у братских могил дд. Семежево и Красная Дуброва (1985) // Система открытого доступа к документам Национального архивного фонда Республики Беларусь. — ЗГАСлц ф. 357 оп. 1, д. 319 л. 36, 38.